# Utrera
Utrera est une commune espagnole située dans la province de Séville en Andalousie. Elle fait partie de la comarque du Bas Guadalquivir.

## Géographie

### Localisation

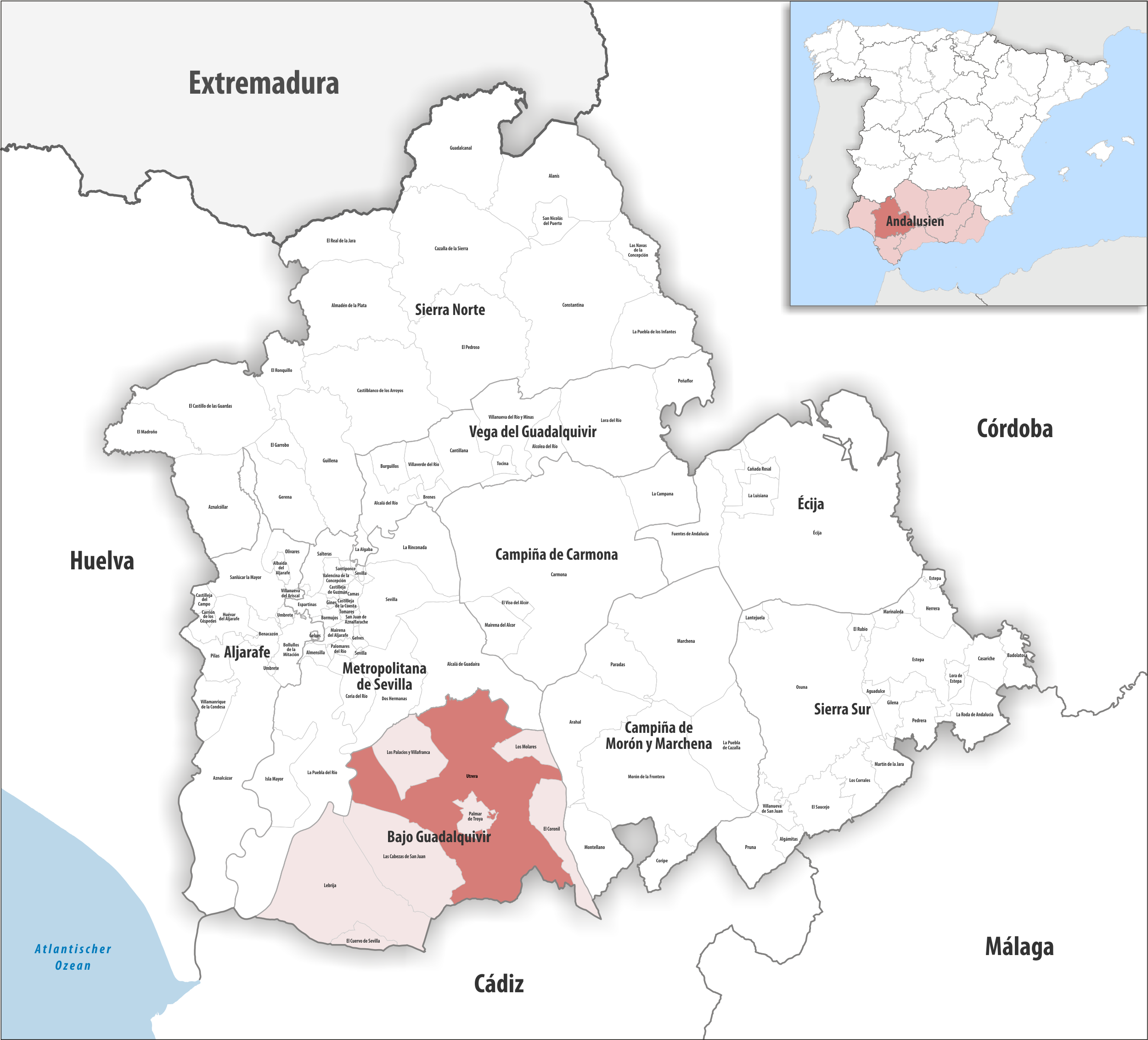
Utrera dans la province de Séville, en Andalousie et en Espagne.

La commune d'Utrera est située dans la province de Séville, dans la comarque du Bas Guadalquivir, sur les basses terres de la vallée du Guadalquivir.
Séville est à 31 km nord-ouest,
Madrid à 527 km nord-est,
Cadix à 102 km sud-ouest, 
Gibraltar à 182 km sud.

### Communes voisines
El Palmar de Troya est entièrement enclavée au milieu de la commune d'Utrera, au sud de la ville.
Las Cabezas de San Juan, Los Palacios y Villafranca, Los Molares et El Coronil appartiennent également à la comarque du Bas Guadalquivir.

### Généralités, description
La ville est à une altitude de 49 mètres. La municipalité couvre 681,34 km2, dont 3,32 km2 (4,87 ‰) pour la ville proprement dite. Celle-ci est traversée d'est en ouest par le ruisseau Calzas Anchas (es), qui passe par le centre. Il est couvert durant cette traversée.
À l'heure d'hiver, la ville est dans le fuseau horaire Heure d'Europe centrale (UTC+1) ; à l'heure d'été, dans le fuseau horaire Heure d'été d'Europe centrale (UTC+2).

### Climat
Le climat d'Utrera est caractérisé par l'alternance annuelle entre une période estivale sèche, qui dure plus de quatre mois, avec des températures élevées, et une période humide (automne et hiver) avec des températures douces. il est classé comme subhumide mésothermique.[réf. nécessaire]
La pluviométrie correspond à celle typique du climat méditerranéen subtropical. La saison des pluies se situe pendant l'automne et l'hiver. Pendant l'été, l'absence de pluie est la règle, à l'exception des orages d'été occasionnels. 41 % des précipitations tombent pendant l'automne.
La température moyenne annuelle est de 17,5 °C. La température moyenne des maximums absolus annuels est de 41,9 °C, la température moyenne des maximums absolus du mois le plus chaud de l'année, juillet, est de 41,9 °C et la température moyenne des minimums absolus du mois le plus froid, janvier est de 0,8 °C.
| Mois                              | jan. | fév. | mars | avril | mai | juin | jui. | août | sep. | oct. | nov. | déc. |
| --------------------------------- | ---- | ---- | ---- | ----- | --- | ---- | ---- | ---- | ---- | ---- | ---- | ---- |
| Température minimale moyenne (°C) |      |      |      |       |     | 16   | 17   | 18   | 16   | 13   | 8    |      |
| Température maximale moyenne (°C) |      |      |      |       |     | 30   | 33   | 33   | 29   | 24   | 18   |      |

Le soleil et un ciel sans nuage prédominent la plupart du temps. En janvier et février, les vents dominants soufflent du nord-est. Le reste de l'année ils soufflent du sud-est, particulièrement entre mai et août.

## Démographie

### Structure de la population
D'après le recensement officiel de l'Institut national de la statistique, au 1er janvier 2010, Utrera compte 51 177 habitants[Pas dans la source]. En 2007, il y avait 49 135 habitants, dont 50,066 % de femmes et 49,934 % d'hommes. La population urbaine est de 48 517 personnes (98,742 %) et la population rurale de 618 personnes (1,36 %).[réf. nécessaire]
| Hommes | Classe d’âge   | Femmes |
| ------ | -------------- | ------ |
| 0,58   | Plus de 85 ans | 1,68   |
| 1,22   | 80 à 84 ans    | 2,12   |
| 2,34   | 75 à 79 ans    | 3,28   |
| 3,12   | 70 à 74 ans    | 3,83   |
| 3,20   | 65 à 69 ans    | 3,81   |
| 4,41   | 60 à 64 ans    | 4,43   |
| 5,01   | 55 à 59 ans    | 4,81   |
| 6,47   | 50 à 54 ans    | 5,79   |
| 7,35   | 45 à 49 ans    | 7,43   |
| 8,33   | 40 à 44 ans    | 8,21   |
| 8,37   | 35 à 39 ans    | 7,95   |
| 8,85   | 30 à 34 ans    | 8,29   |
| 8,79   | 25 à 29 ans    | 8,23   |
| 7,53   | 20 à 24 ans    | 6,89   |
| 6,57   | 15 à 19 ans    | 6,51   |
| 5,77   | 10 à 14 ans    | 5,45   |
| 5,83   | 5 à 9 ans      | 5,33   |
| 6,27   | 0 à 4 ans      | 5,93   |

### Évolution de la population
La croissance démographique d'Utrera débute au XIIIe siècle, avec l'installation d'une importante colonie musulmane et israélite. Lors de la conquête des lieux par Ferdinand III, la majorité des familles musulmanes se voit accorder le droit de rester, en tant que mudéjars et continue à habiter l'endroit, se consacrant essentiellement à l'agriculture et aux métiers manuels. L'établissement de gitans dans la localité est mentionné à partir du XVe siècle. Ce groupe de population est resté jusqu'à nos jours et la communauté gitane est pleinement intégrée à la société d'Utrera.
L'épidémie de peste bubonique du XVIIe siècle marque le début d'une diminution dramatique de la population, qui se poursuit au siècle suivant. Diverses campagnes de repeuplement ont alors lieu, notamment au cours du règne de Charles III, entre 1759 et 1788.
Durant le XXe siècle, l'évolution démographique d'Utrera ne diffère pas de celle des autres régions agricoles de la province. La guerre civile provoque une diminution de la population masculine en âge de porter les armes et se traduit par une nette différence entre les sexes dans la pyramide des âges. La croissance de la population est faible jusqu'aux années 1960, où se produit un net recul démographique, dû à une émigration croissante et à la baisse de la natalité. À partir des années 1980, la diminution du phénomène d'émigration ralentit la perte de population, avant que ne commence une période de croissance démographique légère.
En 2007, il y a 589 naissances (soit un taux de natalité de 1,20 %), dont 317 garçons (53,8 %) et 272 filles (46,2 %). Le nombre de décès s'élève à 349 (taux de mortalité de 7,10 ‰), dont 178 femmes (51,0 %) et 171 hommes (49,0 %). L'accroissement naturel de la population est de 240 personnes (soit un taux de 4,88 ‰).
| 1857   | 1900   | 1910   | 1920   | 1930   | 1940   | 1950   | 1960   | 1970   |
| ------ | ------ | ------ | ------ | ------ | ------ | ------ | ------ | ------ |
| 14 010 | 15 318 | 15 460 | 21 316 | 24 204 | 30 440 | 34 893 | 41 126 | 35 775 |

| 1981   | 1991   | 1996   | 1998   | 1999   | 2000   | 2001   | 2002   | 2003   |
| ------ | ------ | ------ | ------ | ------ | ------ | ------ | ------ | ------ |
| 37 887 | 43 151 | 46 173 | 45 847 | 46 052 | 46 084 | 45 862 | 45 947 | 46 086 |

| 2004   | 2005   | 2006   | 2007   | 2008   | 2009   | 2010   | - | - |
| ------ | ------ | ------ | ------ | ------ | ------ | ------ | - | - |
| 46 774 | 47 429 | 48 222 | 49 135 | 50 098 | 50 665 | 51 177 | - | - |

### Population étrangère
Sur les 50 098 habitants recensés en 2008, 1 113 sont de nationalité étrangère. Les immigrés recensés dans la ville proviennent de tous les continents. Les communautés roumaine (166 personnes), marocaine (130 personnes), polonaise (70 personnes), équatorienne (64 personnes) et bolivienne (64 personnes) sont les plus importantes numériquement.

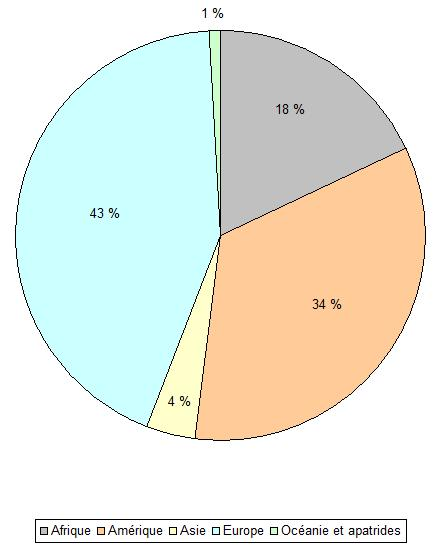
Pourcentage d'étrangers, par continent, en 2008.

| Continent            | Pays | Nombre de ressortissants par pays | Pourcentage par pays (%)   | Nombre de ressortissants par continent |
| -------------------- | --- | --------------------------------- | -------------------------- | -------------------------------------- |
| Afrique              | Algérie Maroc Nigéria Sénégal                                                                                 | 28 130 18 3                       | 14 64 9 1                  | 202                                    |
| Amérique             | Argentine Brésil Bolivie Colombie Cuba Chili Équateur Paraguay Pérou République dominicaine Uruguay Venezuela | 18 64 24 52 29 2 64 13 31 8 2 7   | 5 17 6 14 8 1 17 3 8 2 1 2 | 376                                    |
| Asie                 | Chine Autres pays                                                                                             | 39 4                              | 91 9                       | 43                                     |
| Europe               | Allemagne France Italie Pologne Portugal Roumanie Royaume-Uni Russie Ukraine                                  | 45 40 8 70 37 166 34 5            | 9 8 2 15 8 34 7 1          | 482                                    |
| Océanie et apatrides | |                                   |                            | 10                                     |
| Total                | |                                   |                            | 1 113                                  |

## Histoire

### Préhistoire et protohistoire
Il n'existe aucune source fiable pour déterminer l'origine exacte d'Utrera. Dans son livre Antigüedades de Sevilla, Rodrigo Caro assure que sa fondation remonte à 2637 après la création du monde.[réf. incomplète]
Préhistoire
Sur le territoire de la municipalité d'Utrera, on a découvert de nombreux vestiges archéologiques datant de l'âge de pierre : idoles, haches, pointes de flèches, poteries et divers outils de pierre montrent la présence de l'homme depuis la préhistoire. La commune inclut aussi des monuments funéraires de la culture mégalithique, qui se situe entre le Néolithique et le Chalcolithique, s'étendant jusqu'à l'âge du bronze (vers 2500 av. J.-C.) et l'âge du fer (vers 800 av. J.-C.).
En 1985, Manuel María Ruiz Delgado inscrit 19 sites dans sa cartographie des sites préhistoriques de la ville (et faubourgs) d'Utrera,, dont :
deux sites de l'âge du cuivre : El Amarguillo III, El Tesorillo III ;
un site occupé à l'âge du cuivre, au début du bronze et au bronze final : Salpensa (Cerro el Casar) ;
quatre sites de l'âge du cuivre et bronze final : El Algarve II, El Caserón, El Pescozal III, Herrera III ;
douze sites du bronze final : Casulillas, La Cañada II, La Torre del Águila, El Pescozal II, El Alcázar, Valcargado I, Guardainfantilla III, Herrera II, Herrera I, Las Lapas, Roncesvalles I et El Pescozal I.
Néolithique
L'exploitation d'une carrière de calcaire a mis au jour une nécropole néolithique[Où ?] appartenant à un groupe humain de taille significative. De nombreux restes humains sont découverts, ainsi que des ustensiles, parmi lesquels de nombreux couteaux de silex, des racloirs, des haches, des restes de pots et un plat parfaitement conservé. Toutes les céramiques trouvées dans ce secteur sont en argile noire avec des particules de mica brillant, et ne sont ni tournées ni décorées.
Culture mégalithique
Au lieu-dit La Piedra Hincada, à environ 8 km à l'est de la ville, un grand dolmen grossièrement taillé est probablement un vestige de l'existence d'une sorte de culture mégalithique.
La Cruz del Gato, dolmens et nécropole de l'âge du cuivre
La Cruz del Gato, aussi connue sous le nom de Las Arcas de Troya, est notée comme un site de grande importance archéologique,,.
Le site est à environ 1 500 m de la ville d'Utrera, à droite de la route pour Séville. En 1949, on y a mis au jour une série de plaques de silex, et quelques haches plus anciennes en pierre polie. En 1950, des fouilles plus approfondies ont révélé un dolmen, ou sépulture à couloir, dont est conservée une chambre circulaire de 2,70 mètres de diamètre et un corridor qui avait eu entre 3,50 et 4 mètres de longueur. Une des parois en dalles de cette construction est encore intacte ; les vestiges de l'autre paroi ne dépassent pas 2,15 m de long. À quarante mètres à l'ouest, on trouve un autre dolmen plus grand. Par la suite, tous deux ont été enlevés de leur emplacement originel. Le premier est complètement détruit et l'autre a été donné par son propriétaire au collège salésien d'Utrera et reconstruit dans les jardins de celui-ci,.
La nécropole chalcolithique de la Cruz del Gato a livré une cinquantaine de tombes. Il y a une petite butte qui pourrait bien abriter un autre dolmen.

Les tombes découvertes lors des travaux d'aménagement de l'actuelle (en 2011) zone industrielle d'El Torno, seraient liées à la nécropole de la Cruz del Gato.
Est aussi mentionnée une sépulture chalcolithique à El Junquillo et plusieurs autres lieux dans les alentours d'Utrera.
Âge du cuivre sur le site d'Utrera
Cette période est celle de l'expansion urbaine de la future Utrera.
La partie sud de l'ensemble historique, zone la plus ancienne, s'étend sur trois collines : celle du château, celle de l'église Sainte-Marie-de-la-Mesa (es), et celle – de forme allongée – entre la rue Farmacéutico Francisco Giráldez et le Mirador del Carmen.
Les premiers indices de population connus (en 2020) pour le site d'Utrera remontent à l'âge du cuivre (Chalcolithique), comme indiqué par les fouilles de la fin des années 2000 (avant 2011)
à la place d'armes du château d'Utrera – un lieu idéal pour l'établissement d'une population : c'est le point le plus élevé de la ville, ce qui en facilite la défense et permet un meilleur contrôle des alentours ; et c'est au bord du ruisseau Calzas Anchas (es) et proche du ruisseau Las Monjas.
Les vestiges chalcolithiques trouvés là sont à associer à ceux trouvés dans d'autres points de la vieille ville, de l'autre côté du ruisseau Calzas Anchas et en différents points de la Via Marciala.
Le château et la via Marciala sont les points de concentration maximale des vestiges de cette époque au cœur d'Utrera ; mais certains indices mineurs, et la topographie elle-même, semblent indiquer que la zone habitée au Chalcolithique se soit étendue vers l'ouest jusqu'au quartier de La Fontanilla. D'autres vestiges indiquent aussi une occupation chalcolithique au no 1 de la rue Sor Marciala de la Cruz ; au no 1 de la rue Juan de Anaya ; et dans la rue Maestro Bernabé García.
Olivar Alto, transition du cuivre au bronze
La nécropole trouvée au lieu-dit Olivar Alto, avec ses grottes artificielles, a fourni des vestiges d'occupation couvrant la fin de l'âge du cuivre et le début de l'âge du bronze. Elle est située à l'est d'Utrera, dans un lieu qui serait à la périphérie du pomerium et donc logiquement situé pour l'époque romaine, en plus de se trouver à côté de la voie de communication qui conduisait vers las Alcantarillas (égouts ou canivaux) et la via Augusta, au IIe siècle av. J.-C.

### Antiquité
La région conserve des traces d'un important commerce durant la période pré-romaine. Les découvertes les plus importantes sont d'origine phénicienne, tartessienne et turdetane.[réf. nécessaire]
Les premières références écrites à l'existence de peuplements importants dans le sud de l'Espagne datent de l'ère romaine.[réf. nécessaire] Strabon (63 av. J.-C. - † après 23 ap. J.-C.) mentionne quelque 200 villes en Turdétanie

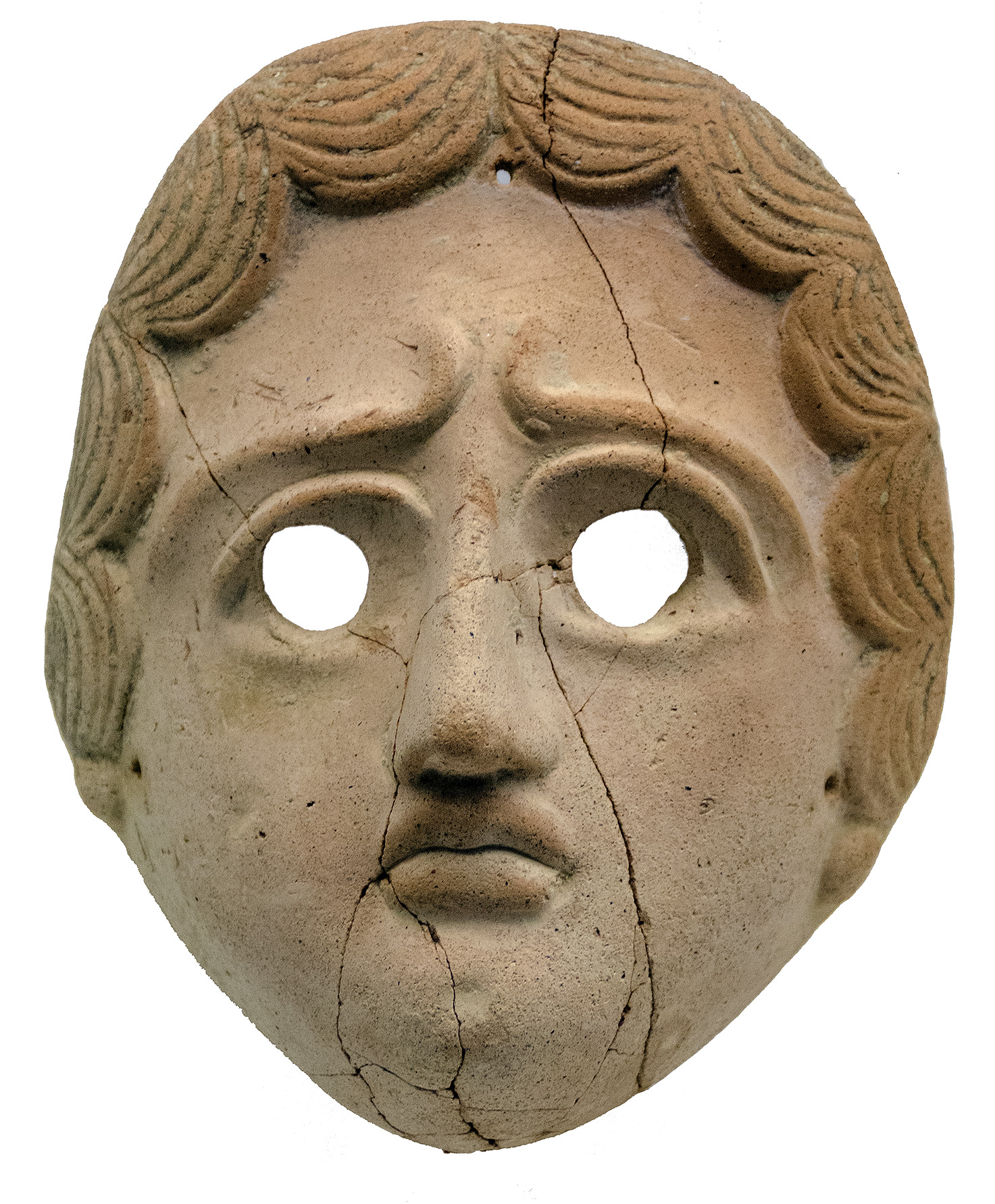
Masque turdetan

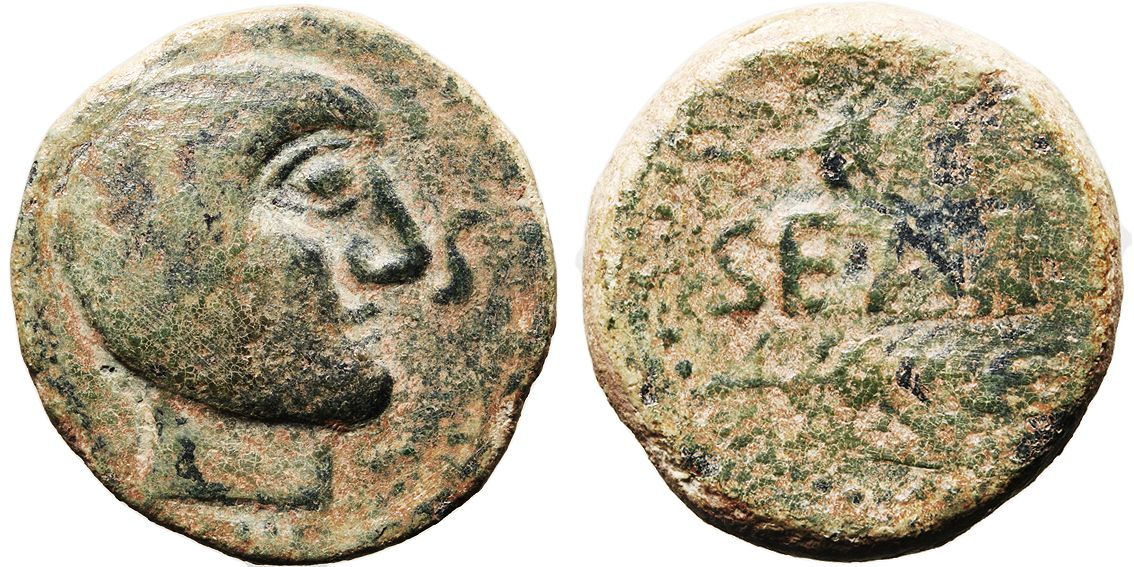
Semis de Siarum (Searo)

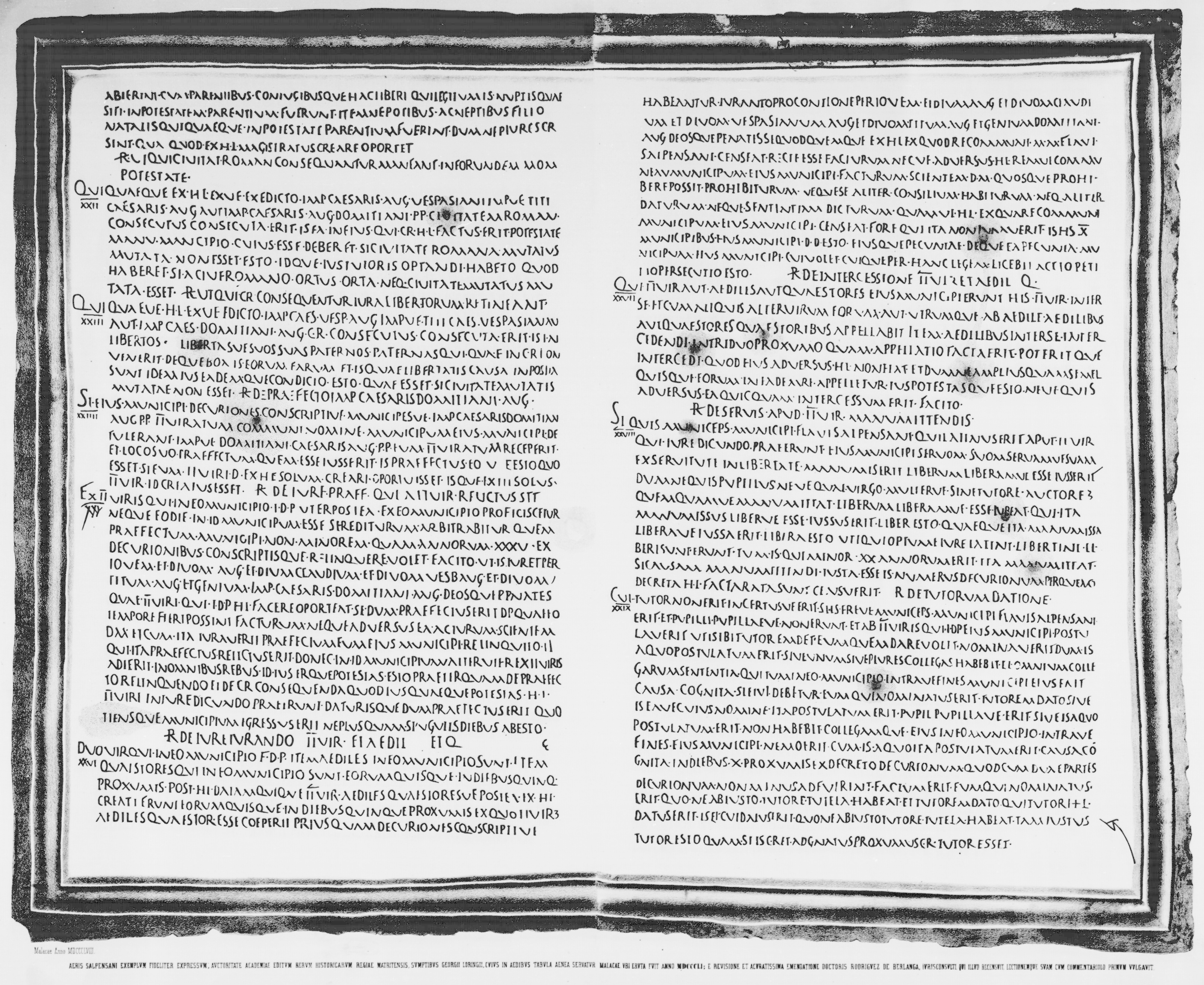
Lex Salpensana, -81 (fac-similé d'épigraphe sur plaque de bronze)

– ce qui n'est peut-être pas exagéré, car Pline en donne 175, quoique Ptolémée n’en donne que 92 et Marcien seulement 85. Un nombre élevé d'agglomérations en Bétique à cette époque est cohérent avec le fait que du temps de Jules César, Cadix est une des villes les plus peuplées de tout l'empire. Une carte montrant l'emplacement des villes aux temps romains expose une densité d'agglomérations impressionnante pour l'époque. La Bétique a très vite adopté les us et coutumes romains et en a reçu un avantage considérable : c'est une province sénatoriale, qui relève directement du Sénat romain et ses itoyens sont libres - au contraire des provinces impériales dépendant de l'empereur et considérées comme des territoires conquis ou colonies. Deux empereurs y sont nés : Hadrien et Trajan (tous deux à Italica) ; Sénèque le Jeune aussi (à Corduba).
Pline, qui nomme la ville Castra binaria, indique que c'est une des plus importantes de Bétique,.
En 2020 on connaît sur la commune deux nécropoles, une villa, des vestiges architecturaux et matériels romains, deux mansio ou lieux traversés par la via Augusta et deux communes romaines de grande importance à proximité : Salpensa (es) et Siarum, avec une distance similaire entre elles et à côté des voies de communication. Siarum, dans la zone de la Cañada (dans le périmètre de l'actuelle ville d'Utrera), conserve la toponymie de l'époque ; Salpensa se trouvait dans le Cerro del Alcázar près de la route d'El Coronil. On connaît aussi Alice, près de la ferme de Torre Alocaz (es) ; Orippo (es), situé à l'ouest de la municipalité, et Leptis, une forteresse connue et renommée au temps de la campagne de César.
Les deux nécropoles romaines dans la zone urbaine sont Olivar Alto, datée entre le IIIe et le IIe siècle av. J.-C. ; et une autre près de la route menant à Los Palacios y Villafranca, datée entre le IIIe et le IVe siècle. Les inhumations dans les villes romaines étaient interdites par la Lex Duodecim tabularum (Loi des Douze Tables). Les quelques vestiges dispersés de bâtiments qui ont été conservés doivent correspondre à des habitations rurales ou à des industries artisanales qui avaient besoin d'eau pour fonctionner - d'où la proximité du ruisseau Calzas Anchas (es). À l'époque romaine, cette région est très riche et occupée par de nombreuses fermes. La population d'Hispanie atteint alors douze millions d'habitants et se concentre spécialement en Bétique. Strabon reflète cette romanisation dans ses écrits :

« Les turdetaniens, en particulier les plus proches de la Betis, ont complètement adopté les coutumes romaines, renonçant à leur langue nationale et comme beaucoup d'entre eux se sont vus accorder le droit du Latium et que plusieurs de leurs villes ont été transformées en colonies romaines, il n'est pas étonnant qu'aujourd'hui, tous soient romains,,. »

Pont d'Alcantarilla
Le pont d'Alcantarilla, sur le Salado de Morón (es),, 
faisait partie du trajet de la Via Augusta qui reliait la Bétique au nord de la péninsule. Les deux arches de ce pont sont identiques, légèrement inclinées, et ont un parement en grande partie en bossage. Il a une pile centrale massive et sans bec. Il semble avoir été restauré durant la seconde moitié du XVIIIe siècle. Près du pont se trouvaient deux remparts de défense, dont l'un a été restauré fin XXe siècle ou début XXIe siècle. 

Rodrigo Caro (1573–1647) remarque que la route qui passe par ce pont a été aménagée sous l'empereur Auguste en l'an 20 av. J.-C. et que ceci est indiqué de façon relativement sûre par une épigraphe sur un marbre trouvé à Cordoue. Mais il note aussi qu'à son époque l'épigraphe gravée sur le pont lui-même donne : « CAES. AUG. TEMP. », et il trouve que le « TEMP » est d'une syntaxe suspecte – d'autant qu'à son époque le pont a déjà été refait et est « une œuvre moderne » ; pour lui, cet ouvrage montre encore quelques indices de facture romaine mais s'il y a eu de réelles inscriptions romaines, les inscriptions de son temps sont « très suspectes de corruption ». Or il est dit par ailleurs que de nos jours (début XXIe siècle) le pont porte les traces d'une épigraphe dont on peut seulement lire : « Augustus pontem...au.. oc » - différente de l'épigraphe citée il y a quelque 500 ans, ce qui renforce encore la suspicion émise par Caro. On peut cependant garder une relative certitude pour la date donnée par l'épigraphe de Cordoue et l'empereur Auguste correspondant. 

Ce pont est déclaré Bien d'intérêt culturel et Monument historico-artistique depuis 1931.

#### Étymologie et nom romain
L'origine du nom d'Utrera viendrait des nombreux établissements agricoles, utrer étant interpreté comme indiquant un lieu de fabrication d'outres pour contenir le vin.[réf. nécessaire] Sur cette hypothèse, D. Manacorda note qu'il y a certaine difficulté à admettre qu'un toponyme est lié à la culture de la vigne dans une région oléicole par excellence.
Le terme "Uter" se retrouve dans trois épigraphes connues de la Bétique :
Utere Felix (CILA II.1, 162b=EDCS-10001286), situé à Séville.

Utere Felix (CILA II.4, 1225=EDCS-10102225), situé à Montellano.

Ex Of(icina) Florenti U(tere Felix) (ZPE 152-291=HEp 2005, 406=AE 2005, 799), situé à Séville.
L'apparition de ces épigraphes à Séville et Montellano plutôt qu'à Utrera même, s'explique de ce qu'entre le XVIe et le XVIIIe siècle les supports de ces écrits – souvent en pierre – ont été réutilisés comme matériaux pour de nouvelles constructions. La Tabula Siarensis elle-même, qui concerne Siarum, est retrouvée fin XXe siècle à Palacios y Villafranca (Séville) ; la Lex Flavia Salpensana (es) est trouvée au milieu du XIXe siècle dans le Barranco de los Tejares à la périphérie de Malaga,…

Outre ces trois mentions à Séville et Montellano, quatorze autres épigraphes datées des IIe et IIIe siècles contribuent à déterminer le nom "Felix",.

### Moyen Âge
On a retrouvé des restes de tombes wisigothiques de l'époque paléochrétienne, comme l'indiquent les pierres tombales et les terres cuites, les anagrammes du Christ présents dans les sépultures, ainsi que les symboles de l'Ancien Testament et les légendes faisant allusion à l'eschatologie chrétienne.
Il n'y a pas beaucoup de données sur Utrera à l'ère islamique, mais les rares indications de répartition de la population dans les livres de Séville indique qu'il n'y avait aucune présence arabe significative. Il convient de noter que les vestiges archéologiques indiquent qu'il y avait une mosquée sur le site où s'élève maintenant l'église Sainte-Marie-de-la-Mesa (es).
Des villages de la commune portent des noms arabes indicatifs de la présence maure dans la région : Facialcázar (villa romaine de Salpensa) ; Alcantarilla, de l'arabe Al-Kantar (pont), probablement un site défensif d'une certaine importance protégeant le trafic sur la Via Augusta, principalement pour le pâturage ; et Alhorín, une ferme qui porte encore son nom arabe. Au cours de l'époque arabe, il semble qu'Utrera n'est qu'une simple alquería avec sa tour de protection.
Les premières mentions historiquement prouvées d'Utrera remontent au XIIIe siècle, lors de la Reconquista chrétienne. Après la prise de la ville, Ferdinand III en fait don à 200 chevaliers. En 1253, Alphonse X effectue la répartition des terres conquises dans la province de Séville. Les maures reprennent la ville en 1340, sous le règne d'Alphonse XI, et la détruisent en 1368. Durant la période chrétienne, les colons de la région organisent une série de travaux publics, parmi lesquels la transformation en château de la tour de l'avant-poste. Ces habitants comportent une importante communauté juive et un groupe de colons, qui finissent par se fondre dans la population.
Tout au long des XIIIe, XIVe et XVe siècles, la ville joue un rôle prépondérant comme place militaire stratégique dans la défense de la frontière entre les territoires musulman et chrétien. Dans le différend opposant Henri III et le comte de Niebla, Utrera prend parti pour ce dernier. Elle est alors occupée par Alba Perez et Don Diego Ponce, seigneur de Marchena. Le roi prive Utrera de la jouissance des exemptions anciennes et la place sous la juridiction de Séville. En 1477, Fernán Arias de Saavedra s'empare du « Château ». Les Rois Catholiques assiègent la ville et s'en emparent.

### Époque moderne
Le XVIe siècle est une période de grande prospérité pour la ville d'Utrera, comme le prouve l'importance des travaux publics entrepris à cette époque. Des couvents, des hôpitaux, des églises et des palais sont construits, des places et des rues sont urbanisées et des infrastructures d'assainissement et d'adduction d'eau réalisées. Le règne de Philippe II marque l'apogée de l'essor économique de la ville. En 1570, Utrera est la première ville du royaume de Séville, après la capitale.
En 1649, la peste bubonique frappe avec force la ville, qui perd plus de la moitié de sa population. Les seigneurs abandonnent alors leurs terres. Cette épidémie, et des problèmes généralisés découlant de la politique des Habsbourg, marque la fin du boom économique que connaît Utrera au cours du siècle précédent. Pendant le règne de Charles III, entre 1759 et 1788, un intérêt particulier est porté au reboisement de la région et un travail important est réalisé pour améliorer l'infrastructure de la ville.

### Époque contemporaine
Au cours de la Guerre d'indépendance, les troupes françaises occupent Utrera, causant de grands dommages à la population et aux bâtiments, et laissent la ville dans une situation difficile. La population diminue à nouveau. Durant le mandat du maire Clemente de la Cuadra (es) (1842), de grands travaux publics sont réalisés : pavage et drainage des rues principales de la ville, construction de maisons pour les travailleurs, construction du marché, de la prison, du cimetière et de la mairie, création d'hospices, amélioration de l'éclairage public. Utrera obtient le statut de ville en 1877, sous le règne d'Alphonse XII.
La vie politique et sociale de la population est aussi le reflet des mouvements intervenus dans ce domaine au cours du XIXe siècle. Comme dans le reste du pays, elle est marquée par une forte opposition entre conservateurs et progressistes, les luttes des caciques, les élections truquées, les journaux satirico-politiques, les manifestations et les grèves.

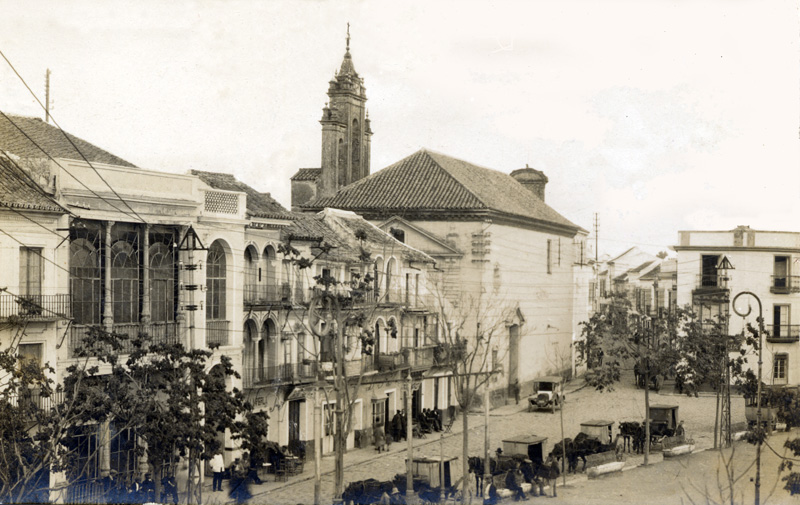
Plaza del Altozano d'Utrera au début du XXe siècle. De gauche à droite : façade du Casino, façades de maisons du XVIIIe siècle et chapelle de Saint-François (XVIIe siècle). Cette architecture reste intacte encore aujourd'hui.

La guerre civile apporte à la ville son lot de souffrance et la famine. La période d'après-guerre est marquée par des tensions sociales. Dans une large mesure, ces tensions sont résultat des caractéristiques de l'économie d'Utrera, essentiellement agricole, avec peu de perspectives d'industrialisation à court terme.
L'histoire d'Utrera pour le reste du XXe siècle est marquée par peu d'événements importants. 1962 se signale par une grande inondation causée par la crue du ruisseau Calzas Anchas (es). En 1963, Utrera devient le premier producteur national de coton. La patronne de la ville, Notre-Dame de la Consolation, reçoit le couronnement canonique en mai 1964.
En 2018, la localité d'El Palmar de Troya est détachée et devient une commune à part entière.

## Politique et administration

### Administration
Utrera est le chef-lieu de sa comarque et administre ainsi 32 localités, dont Guadalema de los Quinteros, le marais de l'Águila, La Cañada, Trajano, Pinzón et les gares de Don Rodrigo et Las Alcantarillas. Un certain nombre a été construit par l'Institut national de colonisation. La ville est le chef-lieu du district judiciaire no 9 de la province de Séville, auquel elle appartient, ainsi que les communes de El Coronil, Las Cabezas de San Juan, Los Molares et Los Palacios y Villafranca. Celles de Dos Hermanas et Alcalá de Guadaíra en ont autrefois également fait partie.

### Maires
La ville d'Utrera comptait 51 402 habitants aux élections municipales du 28 mai 2023. Son conseil municipal (en espagnol : Pleno del Ayuntamiento) se compose donc de 25 élus.
Elle a été un fief du Parti socialiste.
| Mandat    | Maire | Maire                       | Parti | Majorité |
| --------- | ----- | --------------------------- | ----- | -------- |
| 1979-1983 |       | José Dorado                 | PSOE  | 12 / 21  |
| 1983-1987 |       | José Dorado                 | PSOE  | 19 / 21  |
| 1987-1991 |       | José Dorado                 | PSOE  | 16 / 21  |
| 1991-1995 |       | José Dorado                 | PSOE  | 15 / 21  |
| 1995-1999 |       | José Dorado                 | PSOE  | 11 / 21  |
| 1999-2003 |       | José Dorado                 | PSOE  | 10 / 21  |
| 2003-2007 |       | Curro Jiménez               | PA    | 10 / 21  |
| 2007-2011 |       | Curro Jiménez               | PA    | 11 / 21  |
| 2011-2015 |       | Curro Jiménez               | PA    | 9 / 25   |
| 2015-2019 |       | Jose María Villalobos Ramos | PSOE  | 12 / 25  |
| 2019-2023 |       | Jose María Villalobos Ramos | PSOE  | 14 / 25  |
| 2023-2027 |       | Curro Jiménez               | PP    | 12 / 25  |

## Économie
En 2007, la population active s'élève à 20 090 personnes (40,9 % de la population). L'agriculture est la principale ressource de la ville, les industries textile et agroalimentaire n'ayant qu'une importance secondaire.

### Agriculture
84,65 km² des 676,87 km2 que couvre la municipalité sont irrigués (données 2007), soit 12,47 % de la superficie de la commune. Cette surface augmente régulièrement. L'activité agricole juxtapose les latifundia aux petites exploitations, ces dernières utilisant peu l'irrigation, bien que celle-ci progresse.

#### Cultures
La culture des oliviers est la principale richesse agricole d'Utrera. La variété d'olives de table dénommées gordal jouit d'une grande notoriété. La récolte se fait à la main, en automne. Sont également produits le tournesol, le maïs, les légumes, les pommes de terre, les agrumes, le coton et la betterave à sucre. La superficie occupée par les oliviers, le coton et la betterave à sucre diminue, au profit du blé et du maïs.

#### Élevage
La commune d'Utrera possède de nombreuses fermes réputées d'élevage de bétail, ainsi que de célèbres haras pour l'élevage des chevaux. À la fin des années 1940, la municipalité possède le plus grand cheptel de mulets et de bovins de la province. À partir des années 1960, l'élevage des animaux de trait diminue, à cause de la mécanisation croissante du secteur, et celui des porcins subit les effets de la peste porcine africaine. Au XXe siècle, l'élevage le plus important est celui des bovins. La production de lait est destinée aux laiteries, mais il y a aussi une vente directe pour la consommation locale relativement importante. Le plus important élevage, en nombre de têtes, est celui des porcs, suivi par les bovins, les moutons, tandis que les mulets, les ânes et les chèvres sont en baisse rapide. L'élevage des coqs anglais fait également la renommée de la ville.

### Industrie
Durant les années 1950, commence un développement industriel léger, qui atteint son apogée dans les années 1960. Les principales industries sont celles de transformation des produits agricoles, en particulier de l'olivier. La mécanisation des industries entraîne une nette baisse de la main d'œuvre. La pâtisserie reste une activité importante, principalement grâce à la renommée des macarons. Le secteur tertiaire couvre les besoins de la consommation locale, les activités impliquées dans la gestion municipale et d'autres services d'intérêt général. Ce secteur n'est pas très développé, en raison de la proximité de Séville. Toutefois, il prend de l'importance au fur et à mesure que le niveau de vie de la population augmente. Il y a beaucoup de petites exploitations commerciales, en particulier dans l'alimentation.

### Transports
Historiquement, la localité d'Utrera joue un rôle important comme nœud de communications. Elle doit cette situation non seulement au bon maillage routier, mais aussi à ses relations ferroviaires avec Séville, Cadix et Malaga. Cela permet à la ville de maintenir un nombre important d'emplois fixes dans le secteur ferroviaire. Lors du remaniement du tracé du réseau routier, cette fonction de carrefour est transférée à la ville voisine de Dos Hermanas.
L'aéroport le plus proche est celui de Séville-San Pablo, à 28,1 km.

#### Parc de véhicules à moteur

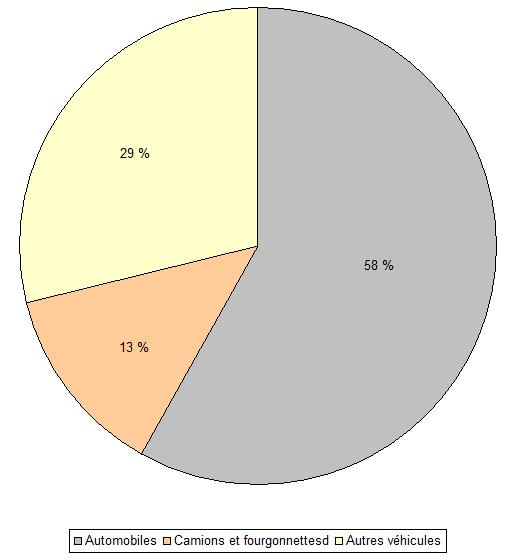
Répartition des véhicules à moteur, en 2007.

Utrera a un grand parc de véhicules à moteur, avec un ratio de 0,67 véhicule par habitant. Entre 2003 et 2008, le nombre de véhicules augmente, en moyenne, de 13,5 % par an. En 2008, avec 33 360 véhicules, ce parc est le quatrième de la province, derrière ceux de Séville, Dos Hermanas et Alcala de Guadaira.
| Type de véhicule         | Quantité |
| Automobiles              | 19 403   |
| Camions et fourgonnettes | 4 363    |
| Autres véhicules         | 9 594    |
| Total                    | 33 360   |

#### Voies ferrées
La gare d'Utrera est la tête de ligne de la ligne ferroviaire régionale C-1 du réseau de banlieue de Séville. Vers le sud, il y a une voie unique, en attendant l'achèvement de la ligne à grande vitesse Séville-Cadix avec une voie double. C'est également un arrêt pour quelques trains de l'Altaria et de la ligne A-1 de l'Andalousie Express.[source insuffisante] Les gares Don Rodrigo et Las Alcantarillas sont sur la ligne Séville-Cadix.
| Origine/destination      | <            | Ligne  | >           | Destination/origine |
| ------------------------ | ------------ | ------ | ----------- | ------------------- |
| Lora del Río Santa Justa | Cantaelgallo |        | Terminus    | Terminus            |
| Santa Justa              | Dos Hermanas | MD A-1 | Las Cabezas | Cadix               |

#### Infrastructure routière
Utrera est relié à Séville par la A-376. L'autoroute commence à Utrera et parcourt 25 kilomètres vers le nord. C'est également un lien avec les villes de Dos Hermanas, Alcalá de Guadaíra, le centre résidentiel de Montequinto et les nombreuses routes du réseau national au départ de Séville.
L'autoroute A-362 relie Utrera à la ville voisine de Los Palacios y Villafranca, où on peut prendre la AP-4 ou Autopista del Sur, à péage, en direction de Cadix ; et la N-IV, qui est un doublement de la A-4, ou Autovía del Sur, qui relie Madrid à Cordoue, Séville et Cadix.
À l'est, la A-394 met Utrera en communication avec El Arahal, où se fait la jonction avec la A-92, ou Autoroute d'Andalousie, qui est un axe longitudinal majeur passant par Séville, Malaga, Grenade et Almeria. Au sud, la A-394 est la principale voie de communication avec le hameau de El Palmar de Troya et est souvent utilisée pour prendre la route N-IV vers Cadix.
Utrera est desservie par trois autres routes :
A-375, d'Utrera à Puerto Serrano, par Los Molares, El Coronil et Montellano ;
A-8030, d'Utrera à la A-4 ;
A-8100, d'Utrera à Carmona.
| Route, | Dénomination                                                            | Itinéraire | Réseau                        | Longueur (km) |
| ------ | ----------------------------------------------------------------------- | --- | ----------------------------- | ------------- |
| A-376  | Autoroute Séville-Utrera                                                | Séville-Utrera | Réseau d'articulation de base | 25,470        |
| A-375  | Route Utrera-Puerto Serrano                                             | Utrera-Los Molares-El Coronil-Montellano-Puerto Serrano                                                             | Réseau d'articulation de base | 45,140        |
| A-394  | Route Arahal-El Palmar                                                  | El Arahal (jonction avec l'Autoroute d'Andalousie)-Utrera-El Palmar de Troya-Puente Pájaras (jonction avec la N-IV) | Réseau d'articulation de base | 38,590        |
| A-362  | Route Utrera-Los Palacios                                               | Utrera-Los Palacios y Villafranca                                                                                   | Réseau intercomarcal          | 11            |
| A-8030 | Route Utrera-El Torbiscal. Populairement connue comme Route des Égouts. | Utrera-El Torbiscal (jonction avec la N-IV)                                                                         | Réseau complémentaire         | 11,97         |
| A-8100 | Route Utrera-Carmona                                                    | Utrera-Carmona | Réseau complémentaire         | 37,13         |

#### Autobus
Autobus urbains
Les anciens bus sont retirés du service le 29 janvier 2009, après plus de 30 années de fonctionnement. Depuis cette date, la ville a deux lignes de bus qui effectuent des trajets complémentaires. Les services sont diurnes et il n'existe pas de ligne de nuit, sauf les jours fériés et pour des événements spéciaux.
Autobus interurbains
Les bus Los Amarillos proposent trois lignes au départ d'Utrera :
Utrera-Chipiona, via Los Palacios y Villafranca, Las Cabezas de San Juan, Lebrija, Trebujena et Sanlúcar de Barrameda, ;
Utrera-Los Palacios y Villafranca ;
Utrera-Hospital Valme, via Hospital Tomillar et Dos Hermanas.
Ils assurent également un arrêt sur la ligne Jerez-Écija, via El Cuervo, Las Cabezas de San Juan, Marchena et Arahal.
Les bus Casal de la ligne Coripe-Séville via Puerto Serrano, Montellano, El Coronil, Los Molares et Alcalá de Guadaíra, s'arrêtent à Utrera ; de même que les bus Socibus/Sercobus de la ligne Madrid-San Fernando via Marchena, Arahal, Jerez, El Puerto de Santa María et Cadix,.
Trois autres lignes partent d'Utrera, deux de la compagnie San Roque :
Utrera-Séville, par Alcalá de Guadaíra ;
Utrera-El Coronil, via Los Molares ;
et une de la compagnie Hermanos Cuchares, Utrera-Las Cabezas de San Juan, via El Palmar de Troya, Guadalema de los Quintero, El Torbiscal, Trabajo et Sacramento.

## Culture
La langue parlée à Utrera est le castillan. La ville est considérée comme le berceau des taureaux de combat et du flamenco.
En mai, la ville d'Utrera organise un Concours national de peinture. En juillet et août, des projections de films, du théâtre, de la danse et de la musique ont lieu au château. Les activités de la Maison de la culture (Casa de Cultura) vont d'octobre à juin. La saison du Théâtre municipal « Enrique de la Cuadra » s'étend sur la même période.[réf. nécessaire]

### Symboles
Drapeau

Drapeau d'Utrera, dans la version sans blason central.

Le blason d'Utrera comporte cinq bandes horizontales : de haut en bas, jaune, rouge, blanche, rouge et jaune. La hauteur de chacune des bandes jaunes est de deux dixièmes de la hauteur totale, celle des bandes rouges de un dixième et celle de la bande blanche centrale de quatre dixièmes. Le blason de la municipalité peut être ajouté au centre du drapeau, dans la bande blanche. Ce drapeau est adopté en 1986, à la suite d'un concours, organisé par le conseil municipal, au cours duquel on s'est aperçu, grâce à une série de documents du XVe siècle, donnant le détail des différents tissus nécessaires à sa fabrication, que l'ancien pennon de la cité utilisait ces trois couleurs.
Blason
- Blason traditionnel

Le licencié Román Meléndez, chanoine de la cathédrale de Séville, écrivain et personnage célèbre de l'Utrera du XVIIe siècle, décrit le blason traditionnel de la ville dans son œuvre Epílogo de Utrera, publiée en 1730.

« Les armes qu'utilise Utrera, sont un bref résumé de ce qui a été dit dans le chapitre précédent. Sur un écu un château : au-dessus duquel on découvre une femme jusqu'à la taille couronnée de la couronne impériale dans sa main droite, un rameau d'oliver ; dans la gauche, un sceptre. La porte du château est fermée, lui sont attachés un cheval et un taureau ; sur le côté droit du château une vigne, et un olivier ; à gauche, un pin, et une broche ; en bas un pont, et le ruisseau de Salinas. Font mention de ces Armes Rodrigo Mendez Silva, et le P. Frère Juan Santos, de l'Ordre de Saint Jean de Dieu ; qui assurent que ce sont les plus singulières, qu'ait une cité, ou une ville de toute l'Europe ; l'écu a une couronne au-dessus. La femme avec ses insignes, représente Utrera dans la Colonie Romaine antique, comme on le dira ensuite. Le reste montre les fruits qui abondent. Le château, sa forteresse fermée aux ennemis, il suffit seulement de se défendre avec ses richesses, et la valeur de ses enfants. Ces deux auteurs ne sont pas entièrement d'accord, sur la façon de distribuer les Insignes, faute d'informations. Les écrits qu'ils ont fait sur l'écu, ne s'acceptent pas aujourd'hui : je ne sais pas si jamais ils le seront. La couronne qui se trouve au sommet, (ou couronnement) fait référence au Roi et a toujours été : que c'est le plus grand blason de ceux dont se targuent les voisins. »

- Blason officiel

L'existence d'erreurs héraldiques dans ce blason a suscité des controverses au cours de la dernière décennie du XXe siècle. Ceci, conjugué à la volonté d'améliorer et de moderniser la conception graphique des symboles municipaux, a conduit le conseil municipal, le 30 septembre 1999, à adopter une modification du blason et à commencer le processus d'approbation finale,. Mais ces changements ne sont pas définitivement acceptés, et le blason utilisé maintenant officiellement est une réinterprétation du blason traditionnel d'Utrera. C'est un blason taillé. Le cartel supérieur est tiercé en pal. Dans le premier tiers est représenté un olivier, avec une vigne à sa gauche, l'ensemble de sa propre couleur et terrassé de sinople, comme l'inscription Da vino Baco, da aceite Palas. Dans le deuxième tiers, apparaît un château, sur lequel il y a un roi, vêtu de gueules et couronné d'or, qui porte, dans sa main droite, une branche et, dans sa main gauche, une flèche. Dans le blason ancien, c'était une matrone couronnée et tenant, dans la main droite, un rameau de laurier, et, dans sa main gauche, un sceptre. Le dernier tiers du cartel supérieur, avec l'inscription Da trigo Ceres, da maderas Cibeles, contient un pin, dont le tronc présente une encoche faite dans le but de l'abattre. À son pied et sa gauche, il y a une gerbe de blé. Dans le cartel inférieur argent, il y a un cheval blanc passant et un taureau noir debout, affrontés sur un pont de pierre à deux arches, en dessous duquel coule un ruisseau de sa propre couleur. Les deux animaux sont enchaînés à la porte de la tour du cartel supérieur par une chaîne de sable. L'ensemble porte un orle et, à l'extérieur, l'inscription Rica en vacas, ovejas, caballos; generosa en granos; en aceite, fértil; en vino fecunda; criadora de frutas, de sal; en pinos soberbia; solo con tus bienes opulenta. Tout l'ensemble sous un cartouche d'or avec lambrequins et couronne royale ouverte.
- Représentation sur le blason provincial de Séville

Blason de la province de Séville, portant une version simplifiée du blason d'Utrera (le second du collier, dans le sens direct).

Le blason de la province de Séville utilise une version simplifiée du blason traditionnel d'Utrera. Les règles officielles du Conseil de Séville décrivent cette simplification comme suit :

« [...] un blason taillé, le chef avec trois cartels ; dans les premier et troisième cartels, d'argent, un olivier de sa propre couleur ; dans le deuxième cartel, d'or, une tour de sa propre couleur ; dans la partie inférieure, d'argent, un cheval blanc et d'un taureau noir affrontés, sur un pont sous lequel coule une rivière (tous les éléments de leur propre couleur). Les couleurs sont : Argent (blanc), Vert, Noir et Or (jaune),. »

### Gastronomie
Utrera est connue pour le mostachón, une sorte de petite galette au sucre et à la cannelle.
Plats typiques
La gastronomie d'Utrera est variée et comprend de nombreux plats traditionnels de la cuisine andalouse, tels que le gaspacho, le ragoût et les soupes. Les légumes frais ou secs, le riz, la viande et l'huile d'olive sont les produits de base de la cuisine, très caractéristique, de La Campiña. Il est fréquent de trouver de la viande dans les plats traditionnels, comme le ragoût typique de queue de bœuf. Les marinades d'olives de table sont un apéritif ou une entrée communs, dans les bars ou les pubs. L'olive gordal est une variété locale typique, et est très appréciée pour sa taille et sa saveur.
Les plats maison les plus courants sont le potage andalou, le ragoût et la comida de pringá. La comida est constituée de pois chiches, de haricots blancs ou des deux, avec de la viande cuite, du bacon, des saucisses et du chorizo. La pringá se compose de viande, bacon et saucisses, cuits en ragoût ou « comida ». Elle est servie à part et mangée en écrasant les ingrédients avec des morceaux de pain, que l'on utilise pour porter la nourriture à la bouche. Le terme pringá est également utilisé pour désigner de la viande et du lard cuits en cocotte, quand ils sont consommés de cette façon.
Le ragoût d'escargots est un plat typique très populaire. On les prépare cuits, avec un assaisonnement d'épices diverses. Son jus vert foncé, au goût salé et épicé, est une de ses principales caractéristiques et, le plus souvent, on le boit directement dans le verre ou la tasse dans lequel les escargots sont servis.
Patisseries typiques

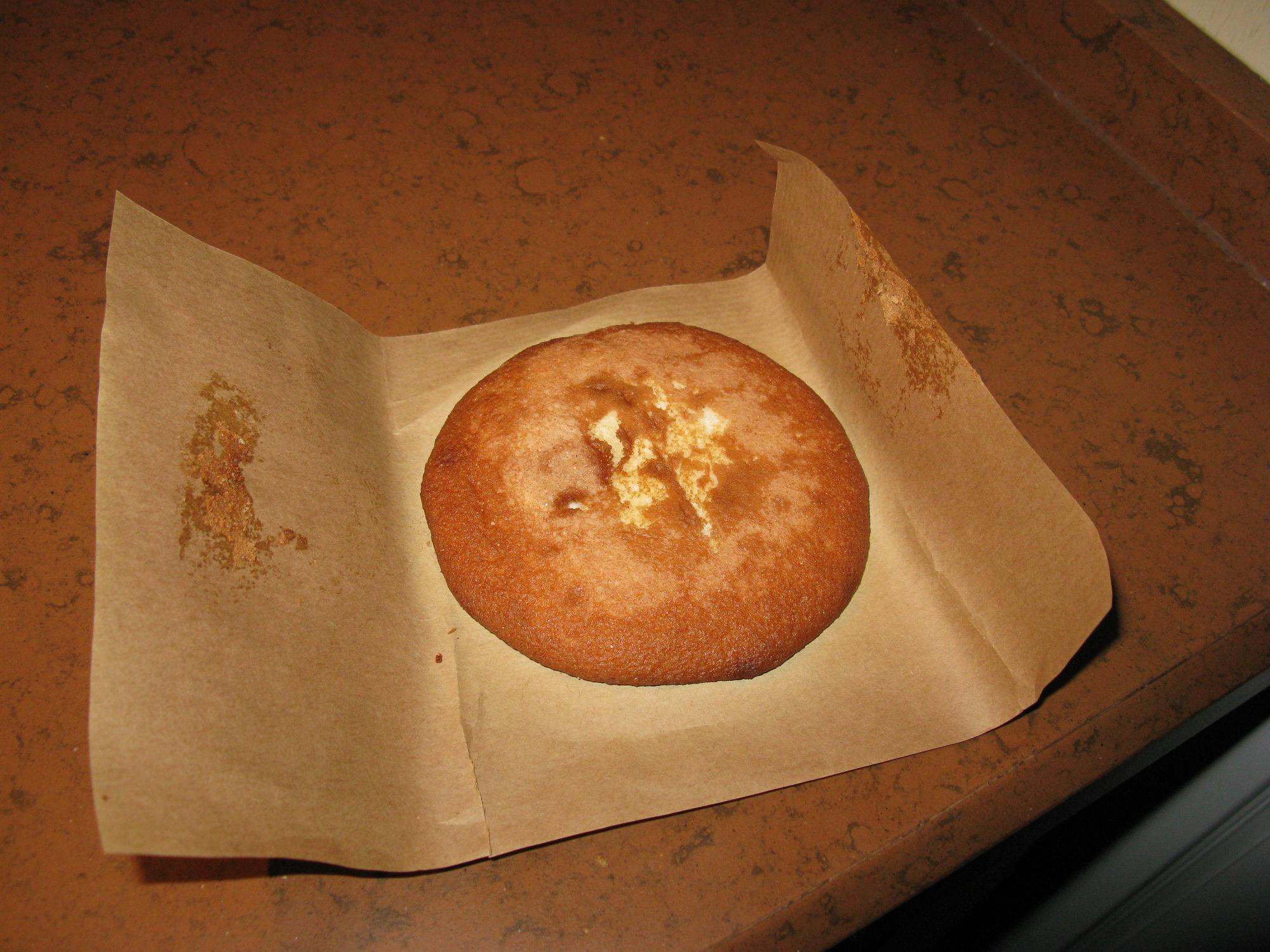
Mostachón d'Utrera.

La pâtisserie typique d'Utrera est, par excellence, le mostachón, un gâteau qui est cuit à plat, sur un papier kraft, dans un four à bois. Les biscuits, d'origine arabe, les langues et les bâtons à la crème, les petits pains gitans et une grande variété de friandises et de gâteaux, sont à la base d'une longue tradition, qui a valu la renommée, dans toute la région, aux pâtisseries d'Utrera.

### Jumelages
La ville d'Utrera est jumelée avec deux municipalités :
- Consolación del Sur, Cuba[70].
- El Vendrell, Espagne[71].

## Tourisme
Utrera est un site touristique fréquenté, en Andalousie. Elle possède un patrimoine monumental important ; en 2002, tout le centre historique est déclaré Bien d'intérêt culturel, en qualité d'Ensemble historico-artistique,.

### Monuments

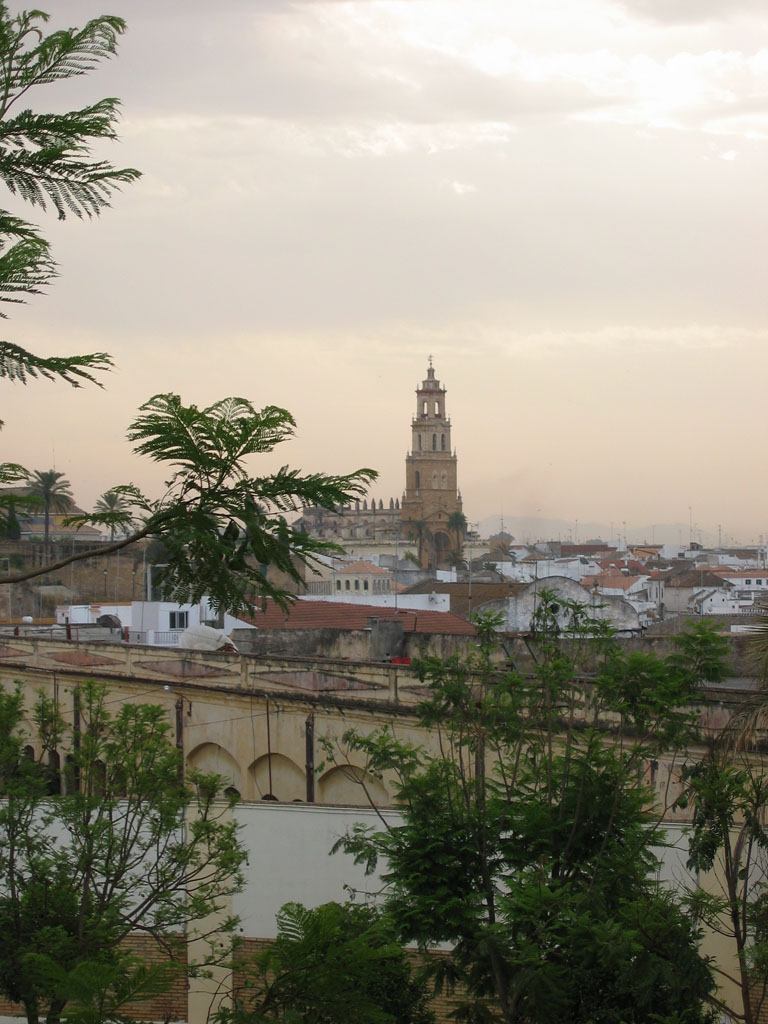
Église de sainte Marie de la Mesa.

Utrera possède cinq chapelles du XIVe au XVIIIe siècle, des églises et un château du XIVe siècle.

#### Architecture religieuse
Église Sainte-Marie-de-la-Mesa
L'église Sainte-Marie-de-la-Mesa (es) est une église paroissiale catholique, gérée par le clergé séculier. Elle fait partie du paysage caractéristique d'Utrera, car sa tour est l'édifice le plus haut de la ville et peut se voir de n'importe quel point de cette dernière. De style gothique incorporant des éléments de la Renaissance, sa construction s'étend du XVe au XVIIIe siècle. Elle tire son origine d'une église médiévale qui a été rénovée en 1401 et, de nouveau, durant le XVIe siècle. La façade principale et la croisée du transept appartiennent à cette deuxième phase. C'est un grand bâtiment en briques, pierre et maçonnerie, avec cinq nefs, la nef centrale étant la plus haute. C'est un Bien d'intérêt culturel classé comme Monument historico-culturel depuis 1979.
Elle est soutenue par une série de piliers rectangulaires et octogonaux, sur lequel reposent les arcs brisés qui séparent les nefs, qui sont couvertes de voûtes hexapartites. La croisée, elle, est surmontée d'un dôme, tandis que le chœur et les transepts possèdent des voûtes en berceau.
- Extérieur

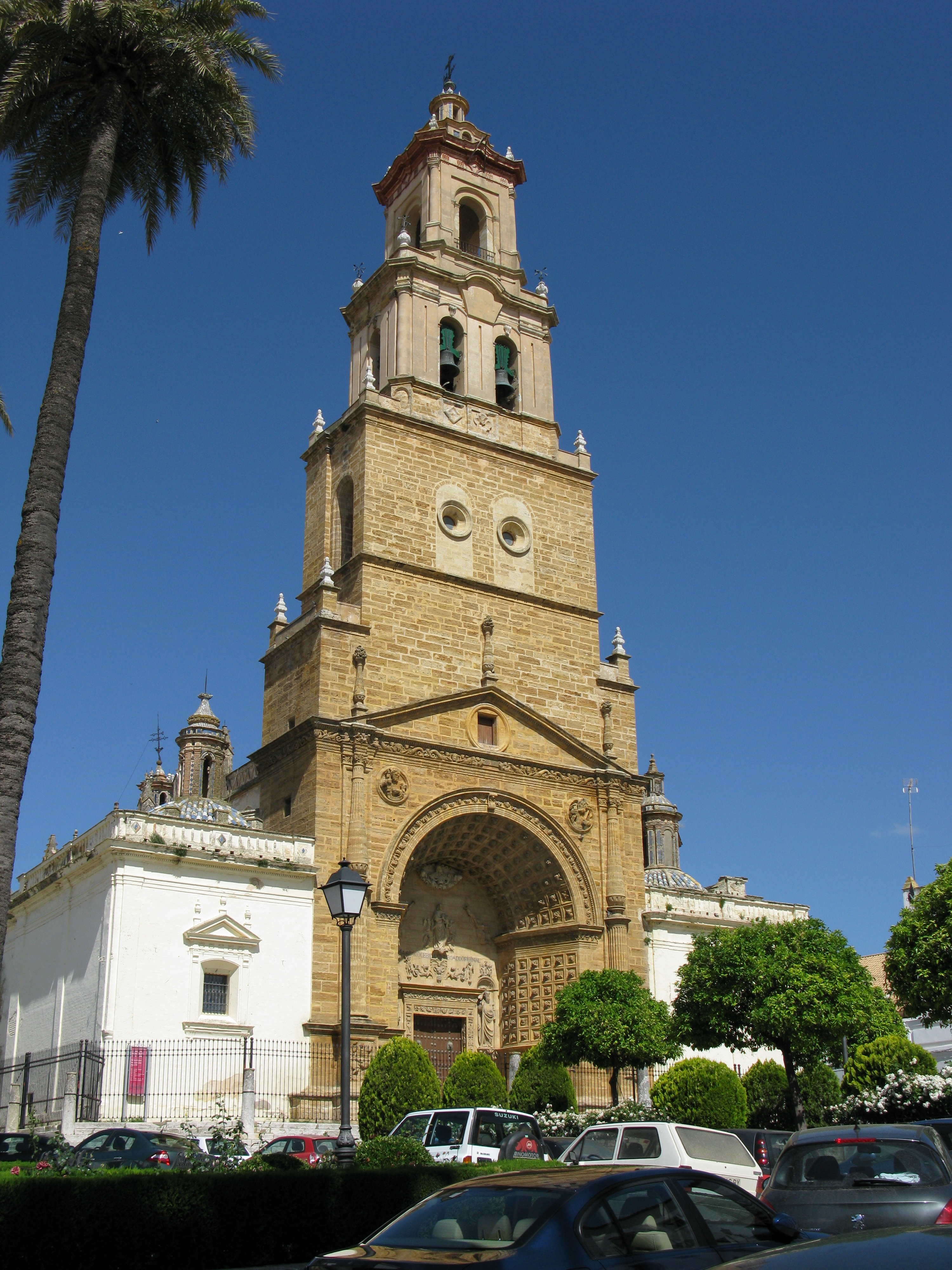
Façade principale de l'église Sainte-Marie-de-la-Mesa.

À l'extrémité de l'église s'ouvre la monumentale façade du Pardon, une tour-façade construite avant 1550 et dont la paternité est attribuée à Martin de Gainza, artiste d'origine basque qui, en 1529, est nommé arpenteur lors de la construction de la cathédrale de Séville. De cette date jusqu'à sa mort, en 1556, il s'occupe de plusieurs chantiers notables sur les terres de l'archevêque de Séville, comme celui de l'église Sainte-Marie-de-la-Mesa.
La continuité entre le portail et le clocher, qui caractérise les tours-façades, est une formule qui avait déjà été utilisée dans certaines églises médiévales. La contribution personnelle de Gaínza à ce type d'élément consiste à les actualiser dans un langage Renaissance, qui, dans certains cas, comme celui-ci, donne des résultats spectaculaires.
Le portail est conçu sur le schéma d'un arc de triomphe géant, avec deux grandes colonnes à balustres sur un piédestal, sur lesquelles repose un entablement ionique décoré de perles, avec l'adjonction d'une frise et d'une corniche, le tout surmonté d'un fronton droit décoré de chandeliers.
Au centre du portail, la voûte est un arc en plein cintre, avec tondos ornés de têtes classiques dans les écoinçons. Sur les côtés de l'arc et sur son intrados, très profond, s'étale une décoration riche et régulière, basée sur un réseau de caissons avec des roses et des têtes de chérubins. Sur le linteau de l'entrée et le tympan de la porte d'accès, un bas-relief représente l'Assomption de la Vierge, accompagnée par des inscriptions et des emblèmes conceptionistes. Cet ensemble est complété par une porte monumentale, avec une serrure et des charnières en bronze, datant de la même époque que le reste. Il constitue un des ensembles les plus beaux et les moins connus de l'architecture du XVIe siècle en Basse Andalousie.
Au-dessus de ce portail, la tour forme un seul bloc et superpose à l'entrée ses quatre corps en quinconce. Les deux premiers sont l'œuvre du célèbre architecte cordouan Hernán Ruiz le Jeune, durant le troisième quart du XVIe siècle. Ils sont très sobres, percés seulement par deux petites fenêtres et surmontés par des pyramides de style maniériste, et d'autres qui ressemblent à des vases de lis en pierre et fer forgé, inspirés par la Giralda de Séville, dont la conception est du même auteur.
Lors du tremblement de terre de Lisbonne en 1755, la tour est gravement endommagée et il est procédé à une importante refonte. La hauteur est augmentée et deux nouveaux corps, de facture baroque, sont construits, suivant le projet de l'architecte local Miguel Ruiz, modifié, durant la construction, par un long processus qui dure jusqu'en 1777.
- Décoration intérieure

À l'intérieur, son maître-autel a été achevé en 1662 par Martín Moreno (es), et complété quelques années plus tard par Francisco Ballesteros. Il présente des bas-reliefs de la Vierge et le martyre des saints locaux, Esteban et Artémidore, entre autres. L'église abrite des peintures et des pièces d'orfèvrerie des XVIe, XVIIe et XVIIIe siècles.
Sur un côté, il y a un orant de don Diego Ponce de Leon, fondateur et patron de l'une des chapelles, datant du XVIe siècle. Le chœur, à l'extrémité de la nef centrale, a plus de cinquante sièges répartis sur deux hauteurs ; il est rythmé par des pilastres et décoré de médaillons représentant des saints ; il est l'œuvre de Felipe del Castillo en 1774.
Deux nouvelles portes néoclassiques, appelées « Porte du soleil » (Puerta del Sol) et « Porte de l'ombre » (Puerta de la Sombra), œuvres de l'architecte José Echamorro, sont ouvertes dans les murs des nefs latérales à la fin du XVIIIe siècle et au début du XIXe siècle.

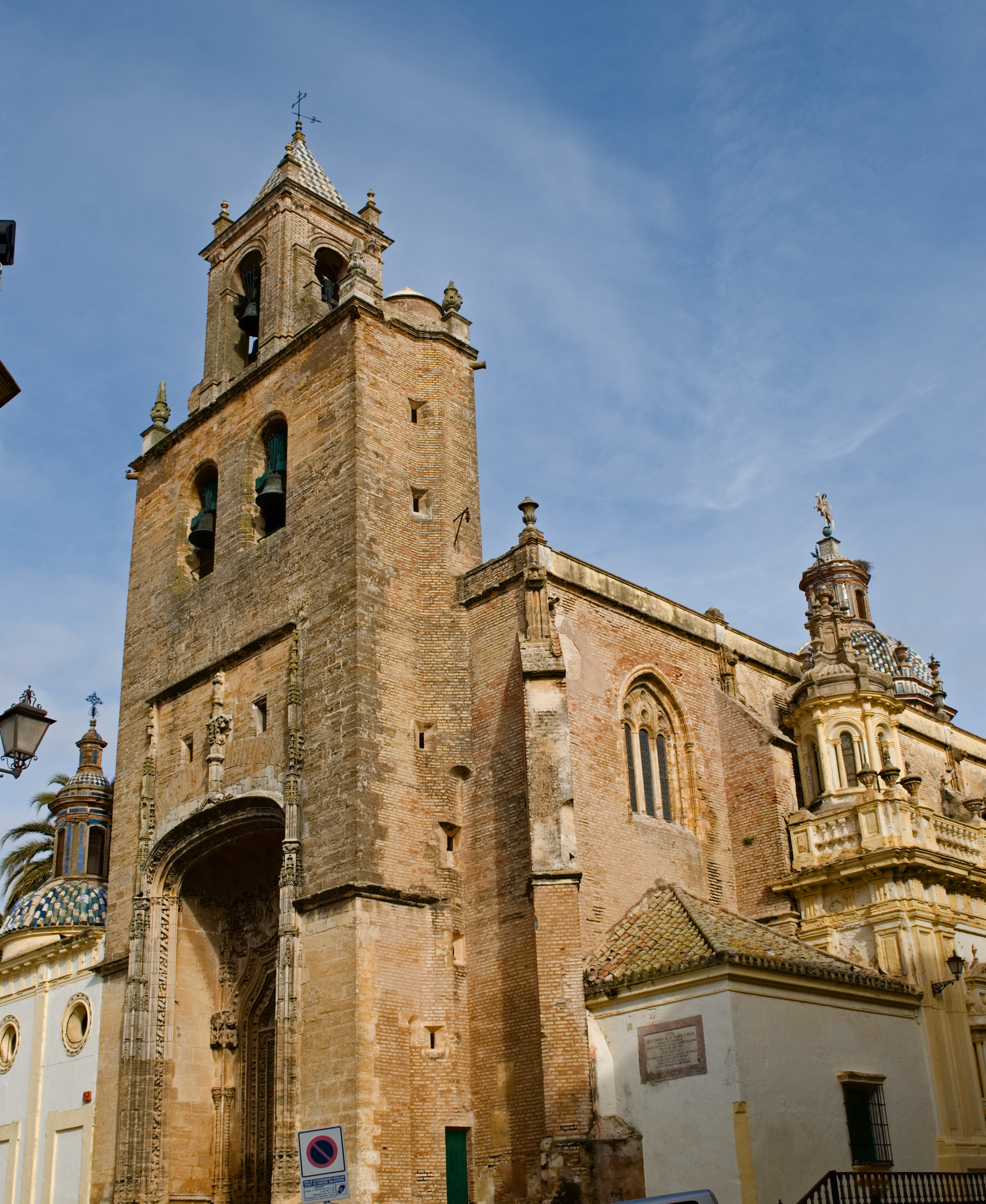
Église de Saint-Jacques-le-Majeur.

Église de Saint-Jacques-le-Majeur
L'église catholique de Saint-Jacques-le-Majeur (es) (en espagnol Santiago el Mayor) se trouve au no 12 de la rue Ponce de León, dans la partie haute de la ville et très voisine du château, dont elle est l'église paroissiale. Elle est administrée par le clergé séculier. Elle est déclarée Bien d'intérêt culturel, en qualité de Monument historico-culturel, depuis 1977,. Elle abrite une importante collection de peintures et d'objets d'orfèvrerie.
- Histoire

L'église de Saint-Jacques-le-Majeur est un temple gothique, dont la construction commence à la fin du XVe siècle, en 1490. Comme c'est fréquemment le cas avec ce type d'édifices, sa construction s'étale dans le temps, ce qui peut facilement se vérifier aux différents styles architecturaux employés pour sa réalisation.
Ainsi, l'importante façade, à l'extrémité de l'édifice, dénommée « Façade du Pardon » (Portada Del Perdón) date de l'an 1525. Plus tard, durant la dernière décennie du XVIe siècle, sont achevés la croisée du transept, le chevet et la sacristie, réalisés, vers 1596, par Lorenzo de Aredo. Encore plus tard, vers 1610, la Grande Chapelle est construite. En 1760, l'extérieur de l'église subit une importante refonte, dont témoignent quelques céramiques sur la façade de l'actuelle « chapelle du Sanctuaire » (capilla del Sagrario).
Cette date est aussi celle de la couverture de la nef de l'Évangile, qui a des pilastres et un fronton triangulaire, et celle de la nef de l'Epître, avec des pilastres évidés et un fronton orné d'un soleil, à côté d'un ensemble de pilastres jumelés et évidés, entourant une niche construite dans une chapelle. Ces aménagements, de style néoclassique, sont attribués à l'architecte diocésain José Echamorro.
- Description

L'église est de vastes proportions et son corps principal, gothique du XVe siècle et du début du XVIe siècle, possède trois nefs d'égale hauteur, correspondant ainsi au modèle communément appelé « églises de vie ». Elle montre des arcs brisés et des colonnes auxquelles sont attachées de fines nervures, semblables à celles de la cathédrale de Séville, qui remontent jusqu'au toit, en formant de remarquables voûtes étoilées.
Vers le milieu du transept, l'imposante coupole de style Renaissance, réalisée par Lorenzo de Oviedo, en 1596, précède le maître-autel, œuvre néo-gothique où s'expose une série de peintures réalisées, en 1927, par Gustavo Gallardo, qui copie les panneaux du triptyque de l'Hôpital de las Bubas, œuvre de Frans I Francken, maintenant conservée au Musée des beaux-arts de Séville.
La façade, à l'extrémité de l'église, dénommée « Façade du Pardon » (Portada Del Perdón) est de style gothique isabélin et est précédée par un robuste arc elliptique de grandes dimensions, sur lequel s'élève une forte tour-façade de pierre et de brique, structurée en trois niveaux.
Au niveau inférieur et sur les deux côtés du temple, un certain nombre de dômes intéressants font saillie, correspondant à diverses chapelles latérales baroques et néo-classiques, qui ont été incorporées à cette église : celles du saint Christ, du Rosaire, de saint Joseph, de saint Antoine et la chapelle baptismale. Certaines de ces chapelles sont décorées extérieurement de carreaux baroque ornés, ce qui donne à l'ensemble de cette église une allure très particulière.
Sanctuaire de Notre-Dame de la Consolation
Cette église est situé à la périphérie de la ville. On y accède par un large chemin, devenu aujourd'hui une avenue, à côté du parc de la Consolation. L'intérieur abrite la sainte patronne de la ville, Notre-Dame de la Consolation. Ses caissons, de style mudéjar, et le maître-autel baroque sont remarquables. Le bâtiment est de style baroque clacissicisant. Il a été construit durant le premier tiers du XVIIe siècle, à l'emplacement d'une chapelle du XVIe siècle. Cette dernière abritait la statue de Notre-Dame de la Consolation, provenant du couvent de la Antigua, aujourd'hui disparu. Le 31 mars 1561, l'Ordre des Minimes reçoit la charge du sanctuaire. Un monastère voisin de la chapelle est construit, suivi, plus tard, de l'église visible aujourd'hui. Elle comporte une nef unique avec transept, avec une structure de piliers et de murs porteurs en briques crépies. Les arcs-doubleaux de la nef et l'arc triomphal sont en plein cintre. Le chœur est de forme carrée et surmonté d'une voûte en berceau avec lunettes. Le transept est muni d'une coupole avec une lanterne. À l'extrémité de la nef, la charpente en poutres et boiseries est soutenue par des colonnes de marbre blanc. Le chœur et une tour à deux étages sont ornés d'azulejos. Les autels portent des statues des XVIIe et XVIIIe siècles et les murs sont ornés de peintures des mêmes périodes.
La façade est en pierre jaune et se compose de deux parties. Le sanctuaire est classé Bien d'intérêt culturel, en tant que Monument historico-culturel, en 1982.
Couvent de l'Immaculée Conception
Fondé en 1577 par Francisco Alvarez Bohorquez et son épouse Catherine de Coria, le couvent de l'Immaculée Conception abrite des moniales de l'Ordre des Carmes Déchaussés. Il a une église à nef unique, avec une remarquable charpente mudéjar. Aux extrémités de la nef, le chœur haut est recouvert de lambris et le chœur bas, de forme rectangulaire, est surmonté de voûtes en berceau avec lunettes et arcs en plâtre du XVIIe siècle. La sacristie est derrière le maître-autel. L'extrémité de la nef porte un clocher de brique. Le couvent est classé Bien d'intérêt culturel, en tant que Monument historico-culturel, depuis 1979. Il abrite d'importantes œuvres d'art des XVIIe et XVIIIe siècles.
Couvent des Sœurs de la Croix et Chapelle des Douleurs
Le couvent des sœurs de la Croix est construit dans le deuxième quart du XVIIIe siècle. L'achèvement de la construction est daté de 1747. Les Sœurs de la Croix résident dans ce couvent. La Chapelle des Douleurs est rattachée à ce monastère. Sa forme elliptique est l'un des rares exemples d'une telle architecture dans le baroque sévillan.
Hôpital de la Sainte-Résurrection

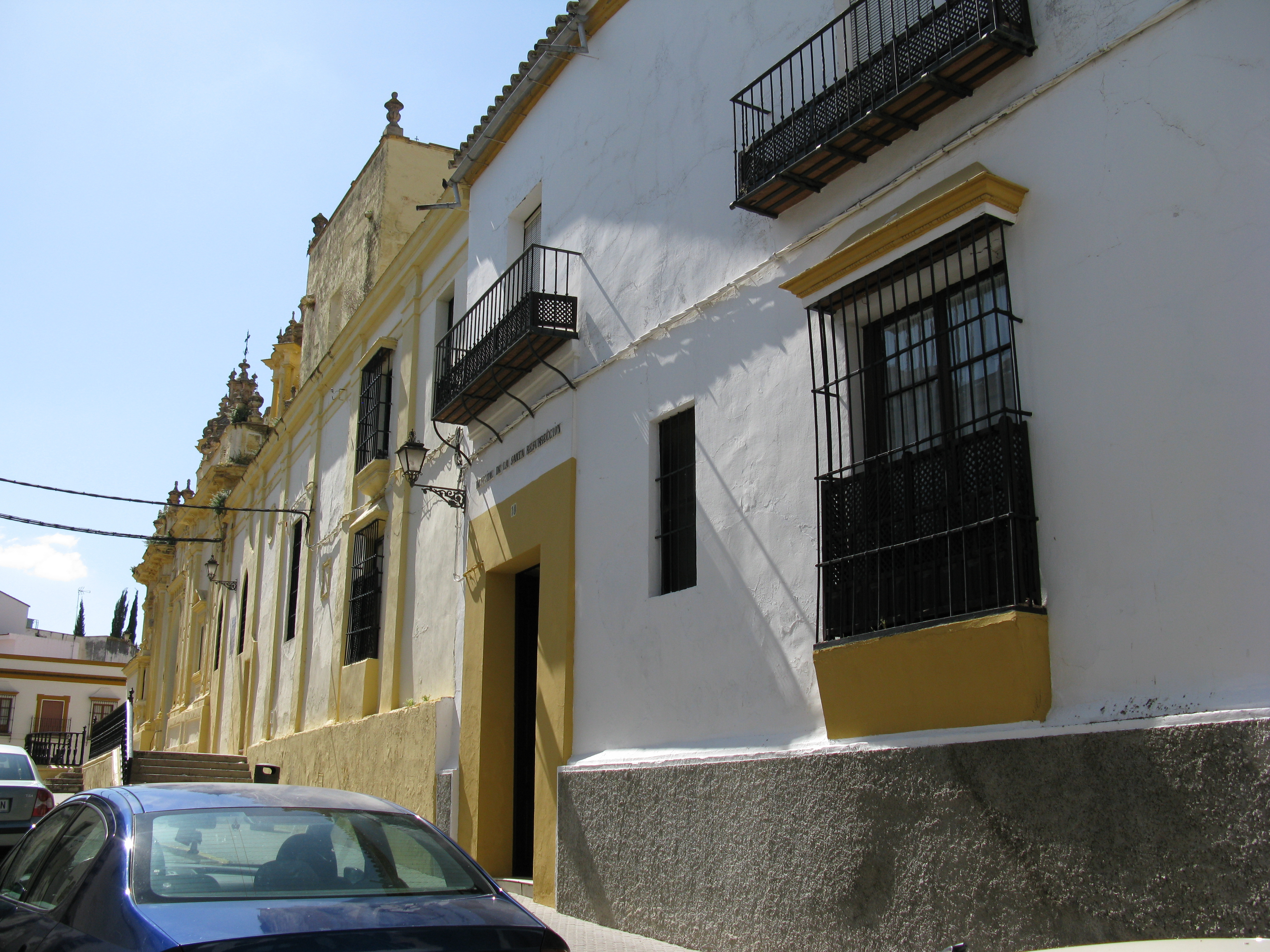
Façade de l'hôpital de la Sainte-Résurrection.

L'hôpital de la Sainte-Résurrection est fondé en 1514 par Catalina Perea, veuve de Lope Ponce de Leon. Depuis, il a été rénové et agrandi à plusieurs reprises ; mais la colonnade de marbre blanc à arches en plein cintre du patio central et les piliers en brique, de section polygonale, datent de l'époque de la fondation. Il possède une petite église du XVIIe siècle, avec une seule nef à voûte en berceau, fausses lunettes et arcs-doubleaux. La voûte au-dessus du chœur est semi-circulaire et est construite sur les pendentifs. La maître-autel, du XVIIe siècle, comporte un chandelier avec une sculpture de la Vierge du Salut, des effigies de saint Pierre et saint Paul et un bas-relief représentant la Résurrection de Jésus-Christ. Dans cette église sont conservés les tombeaux de deux membres de la famille de Ponce de Léon, Don Juan et Don Lope. Le style de ce bâtiment se situe entre le gothique et le style Renaissance.
Chapelle de Saint-François
La chapelle de Saint-François se trouve sur la Plaza del Altozano, dans le centre ville. Cette église, construite en 1645 par les Jésuites avec un financement des ducs d'Arcos, est à l'époque hors de l'enceinte de la ville. Elle est occupée par les Franciscains à partir de 1797. La chapelle présente une seule nef voûtée et une coupole décorée de fresques du XVIIIe siècle, racontant l'histoire de la Compagnie de Jésus.
Chapelle de Notre-Dame du Carmel
La chapelle de N-D du Carmel est une ancienne chapelle du Carmel, du XVIIe siècle. Elle fait partie du Collège salésien d'Utrera, le plus ancien de la congrégation de saint Jean Bosco en Espagne, fondé en 1881.
Chapelle Saint-Barthélémy
On y vénère l'image de Notre-Seigneur Jésus le Nazaréen, sculptée par le sculpteur Marcos de Cabrera en 1597. Elle est en face de la chapelle Notre-Dame-du-Carmen et est beaucoup plus petite que celle-ci. L'intérieur possède un important contenu artistique. La chapelle est construite au XVIIe siècle, en même temps que le couvent des Carmes, maintenant disparu, et sur l'emplacement duquel se trouve depuis 1881 l'actuel collège salésien d'Utrera. Plusieurs rénovations de la chapelle ont lieu au cours du XVIIIe siècle ; au XIXe siècle, un clocher de facture simple est ajouté. La chapelle possède une nef avec une voûte en berceau et une voûte à pendentifs au-dessus de l'autel. Ses trois autels baroques portent des bas-reliefs des XVIe et XVIIe siècles.
Chapelle de la Trinité
La chapelle de la Trinité est construite entre 1719 et 1723. Elle a une nef unique et abrite plusieurs autels et statues, parmi lesquelles le Christ des affligés et la tête de saint Jacinto. Sa façade est sobre et est couronné par un petit clocher avec une cloche.
Autres monuments

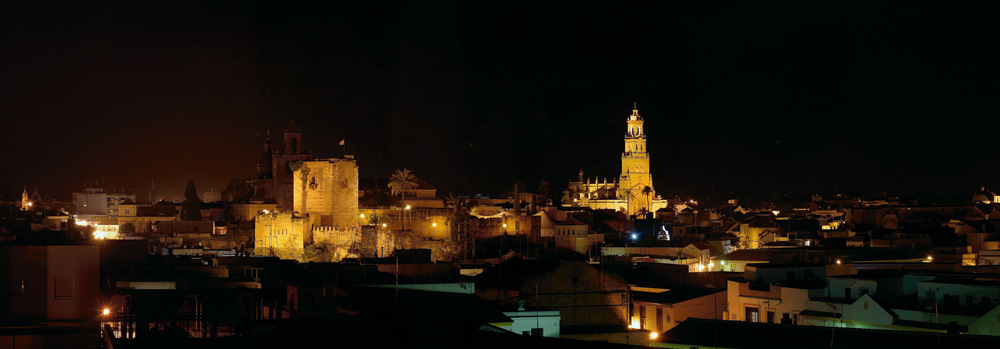
Vue nocturne d'Utrera, du haut de la place d'Espagne. À gauche, le château, devant la tour de l'église Saint-Jacques. À droite, l'église Sainte-Marie de la Mesa.

L'église de l'Ascension est également digne d'intérêt.

#### Architecture civile

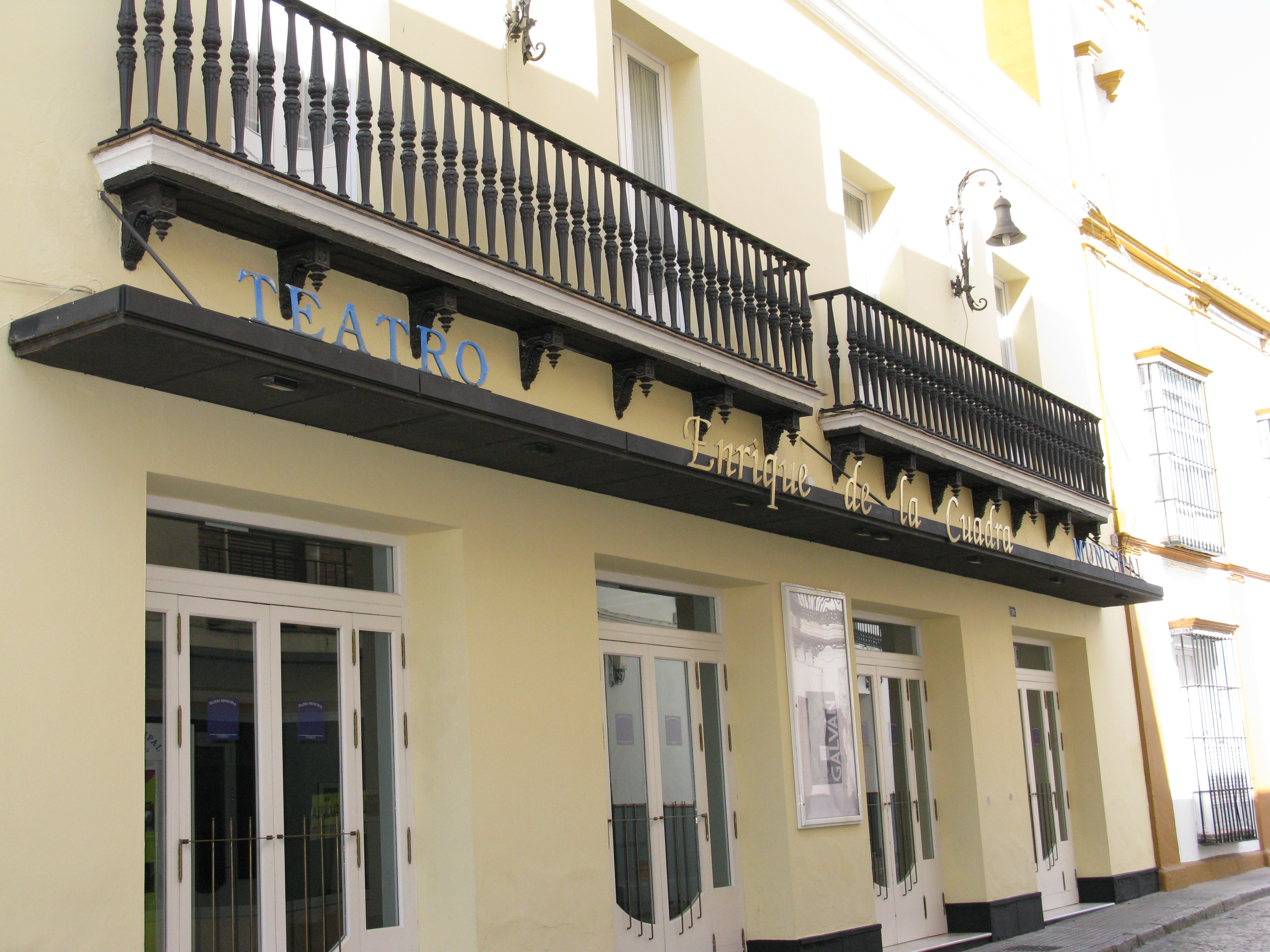
Façade du théâtre municipal Enrique de la Cuadra.

Château
Le château d'Utrera (es) est situé sur une colline naturelle, près de la paroisse de Saint-Jacques. Comme tous les châteaux espagnols, il a été déclaré Bien d'intérêt culturel et Monument historico-culturel par la loi du 25 juin 1985 sur le patrimoine historique espagnol. Il est construit par le Conseil de Séville sur les vestiges d'une ancienne tour mauresque. Il est cité en 1264 par Alphonse X le Sage. En 1368, il est détruit par Mohammed V de Grenade et reconstruit plus tard, durant le XIVe siècle. Il est abandonné à partir de la fin du XVe siècle. Vers la fin du XXe siècle, une série d'actions sont entreprises, visant à sa restauration pour un usage public.
Maison Surga
La maison Surga est un manoir de style sévillan, daté de 1783. Il se compose d'une maison d'habitation principale et d'une ferme. Vers 2010 il est en ruines et n'est pas ouvert à la visite ; mais en 2022 il est en cours de réfection. Avant son déclin, il est déclaré Bien d'intérêt culturel et Monument historico-artistique en 1977,. Il comporte un appartement en belvédère. Il a six fenêtres avec de larges surplombs qui dépassent de la façade, décorée avec une ceinture en relief. La façade est richement décorée, avec des sculptures en pierre très poreuse de Martelilla. Il a une cour centrale entourée de colonnes de marbre et d'arcs. L'escalier principal menant à l'étage principal est l'une des caractéristiques les plus importantes de l'édifice.
Caserne de la Guardia Civil
La caserne de la Guardia Civil est déclarée Bien d'intérêt culturel et Monument historico-artistique en 1985. C'est un bâtiment de style castillan, construit en 1577. À l'origine, c'était une caserne de cavalerie, édifiée par le conseil, sous le règne de Philippe II. Elle est restaurée et remise en état pour servir de logements.
Hôtel de Ville

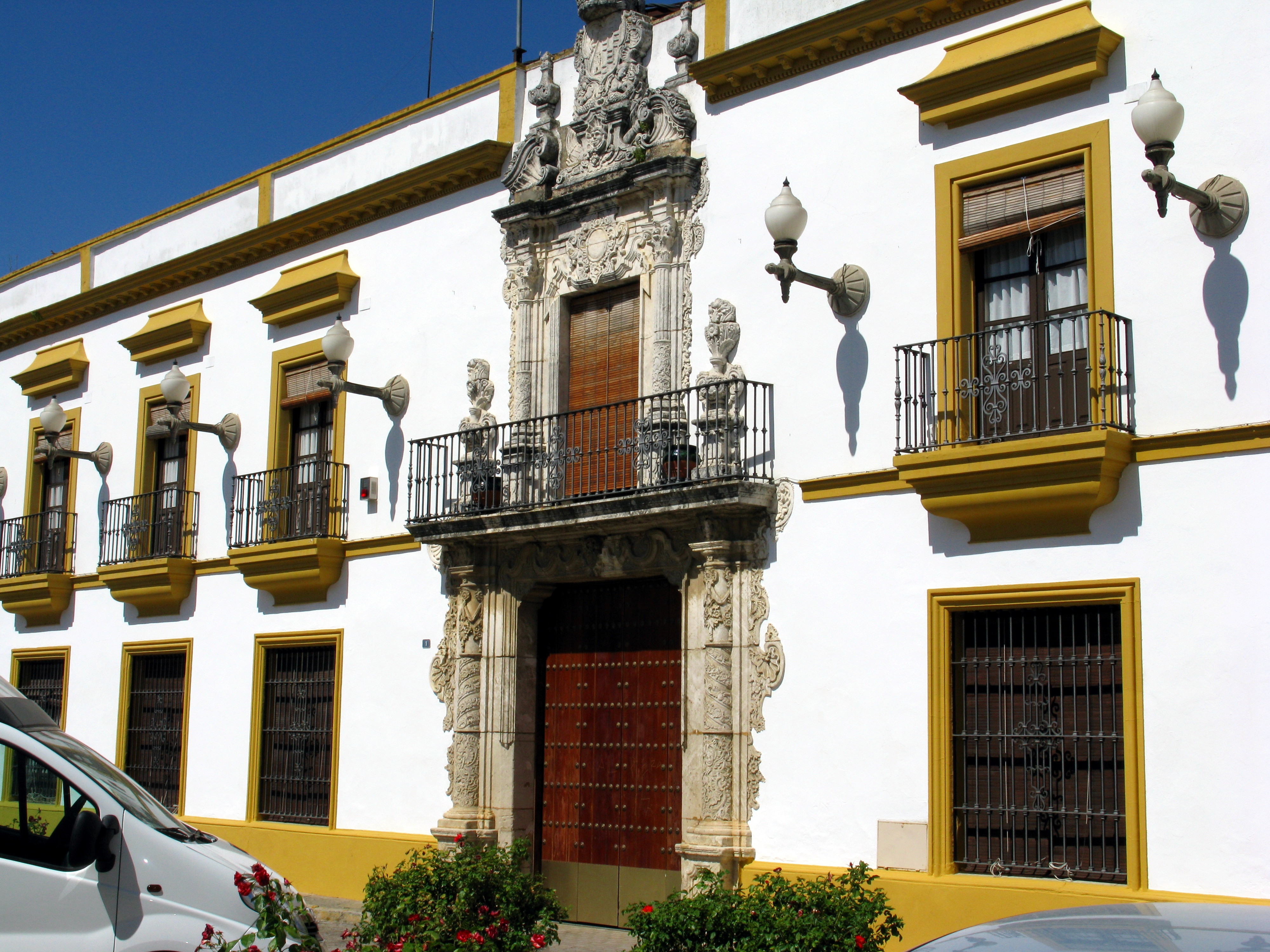
Façade principale du palais de Vistahermosa (1730), siège actuel de la mairie d'Utrera.

L'ancien palais de Vistahermosa est situé sur la place de Gibaxa. Sa façade rococo date de 1730. À l'intérieur, ses salons sont décorés dans le style romantique et historiciste. Il abrite aujourd'hui la mairie d'Utrera.
Théâtre municipal Enrique de la Cuadra
Le théâtre municipal est construit entre septembre 1885 et janvier 1887, sur ordre de Don Enrique de la Cuadra. Le coût total de la construction, 218 000 réals, est considérable pour l'époque. C'est un théâtre de style italien, avec une distribution très équilibrée entre la salle destinée au public et la scène. Il est rénové en 1993 sous la direction de l'architecte Juan Ruesga Navarro. Sa scène est l'une des plus grandes d'Andalousie et son équipement technique lui permet de proposer une vaste gamme de spectacles. Sa capacité d'accueil est de 525 places, réparties entre le parterre et les balcons. À l'intérieur, on peut visiter le Fonds Álvarez Quintero, un fonds muséologique qui expose une partie de la bibliothèque et des effets personnels de ces dramaturges d'Utrera.
Maison de la culture
La maison-palais des marquis de Tous, du XVIIIe siècle, est située rue Rodrigo Caro, dans l'un des endroits les plus typiques de la ville. Elle est consacrée aux manifestations culturelles depuis 1990. Sa façade de briques vernissées, de style baroque, est rythmées par de grands pilastres.
Enfant Perdu

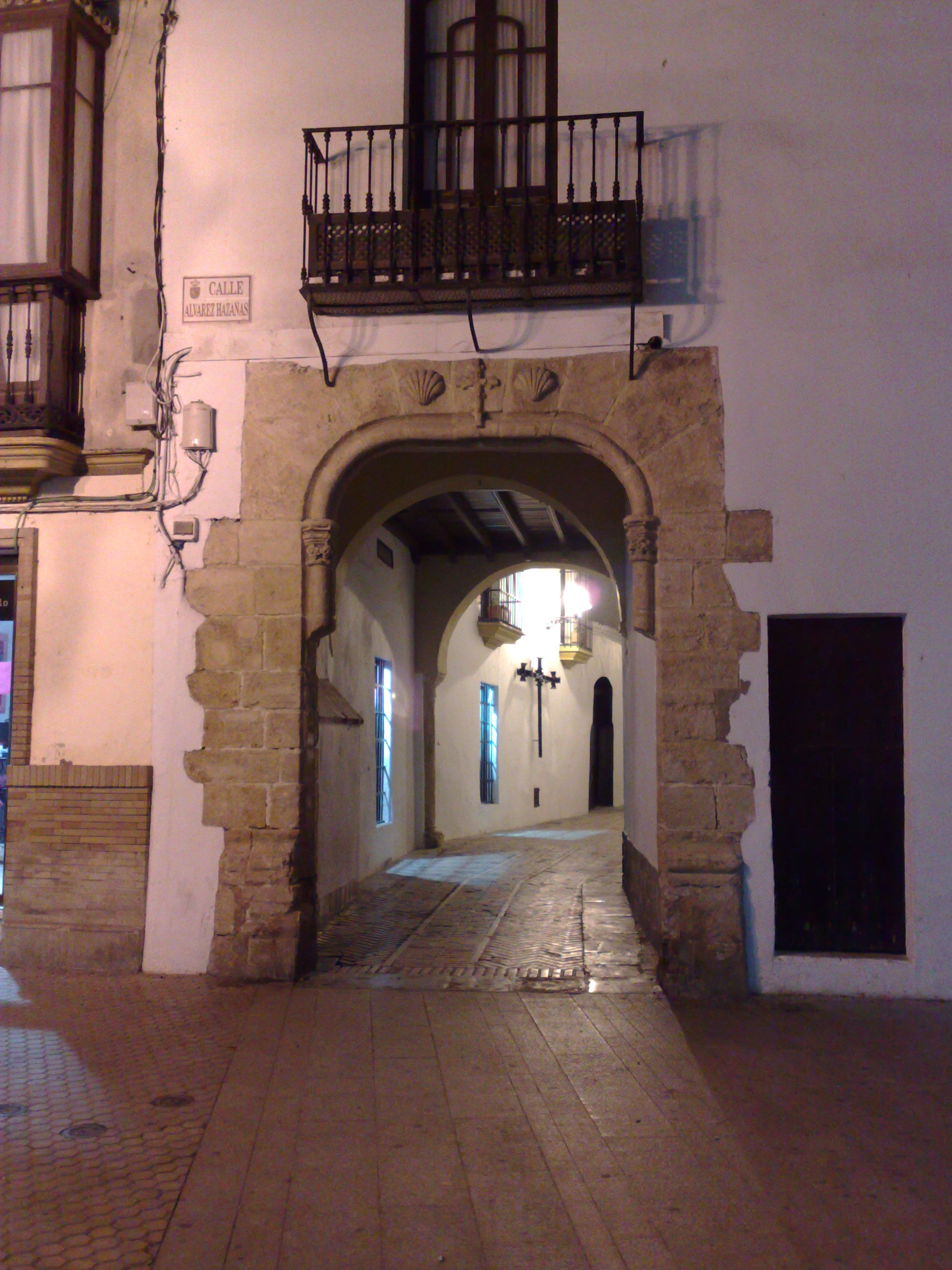
Passage de l'Enfant Perdu, dans l'ancien quartier juif d'Utrera.

Cet ensemble architectural est un vieux quartier juif, avec une synagogue, transformée au fil des temps en hôpital, en église, en cimetière et en foyer pour enfants abandonnés. Actuellement, ce secteur abrite plusieurs maisons privées et quelques bars, mais reste l'un des lieux les plus caractéristiques et représentatifs de la vieille Utrera.
Enceinte fortifiée et Arc de la Ville
Quelques vestiges de la muraille médiévale sont conservés dans différentes parties du centre historique. Parmi ceux-ci, l’Arc de la Ville, la Poterne de la Misericorde et plusieurs tours, comme celles de la place de la Constitution, de la place de l'Altozano et de la rue Álvarez Hazañas. La tour-château de la Lopera défendait la frontière entre Séville et Grenade. L’Arc de la Ville, récemment restauré, était l'une des portes de la ville. Sa structure comporte des ouvertures en arc ogival et une chapelle baroque à l'étage supérieur.
Places

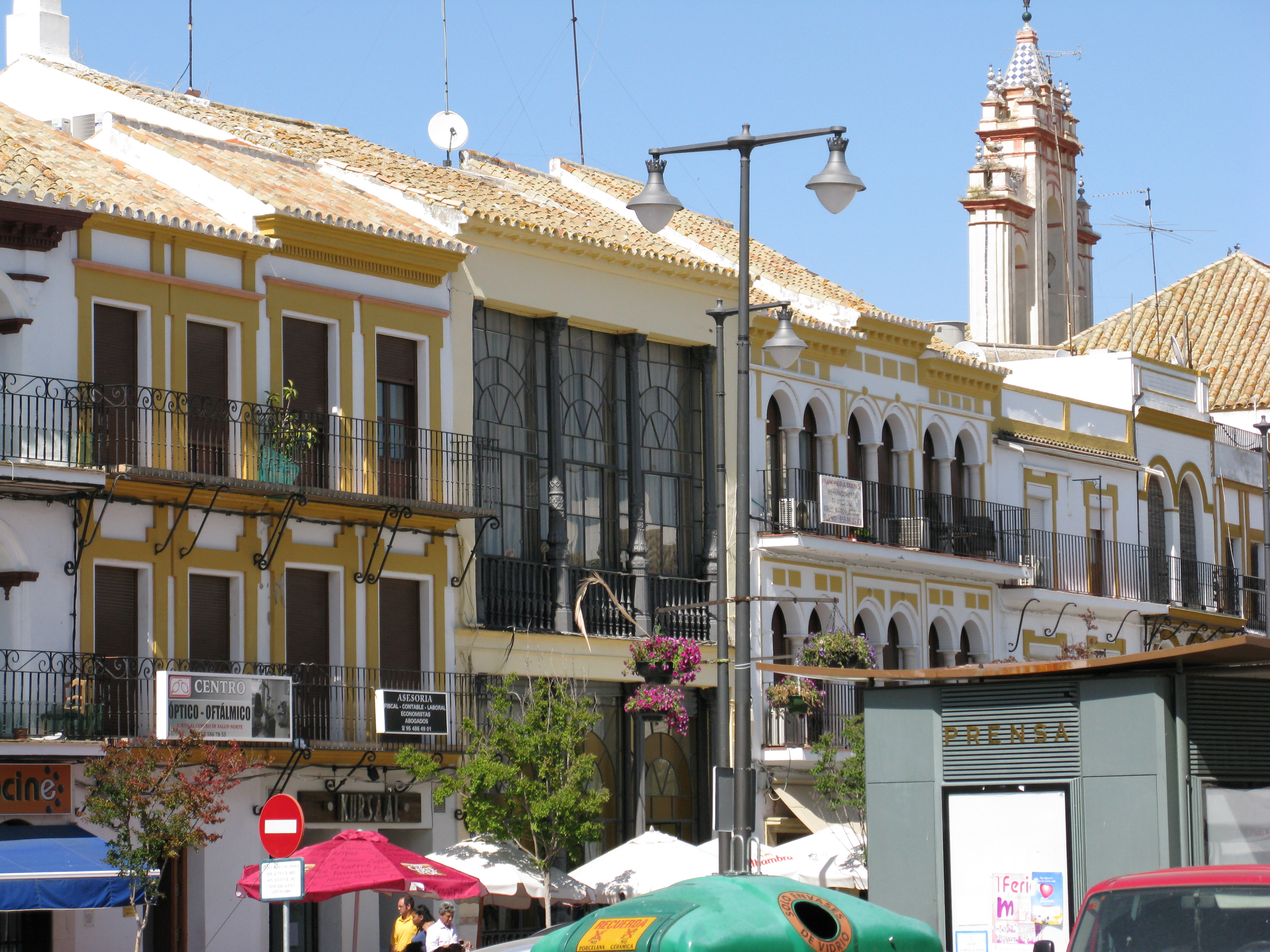
Ensemble de façades des s, sur la place de l'Altozano.

Parmi les places notables sont celle de l'Altozano, place Enrique de la Cuadra (ancienne place de la Morue), place de la Constitution, place de Gibaxa et place de sainte Anne. La plus animée est la place de l'Altozano, qui est le cœur de la ville ; bien qu'ayant été récemment rénovée, certains des bâtiments qui l'entourent conservent encore des vestiges du XVIIe et XVIIIe siècles.
Tours de moulins à huile
Les tours de moulins à huile sont nombreuses, réparties autour de la vieille ville. Ces bâtiments sont le reflet de l'importance de l'industrie de l'olive à Utrera. Les plus remarquables sont celles dans les rues Vicente Giráldez, Molares, des Femmes, Sacramento, Belle et Ponce de Leon.
Vieille ville et maisons bourgeoises
La maison historique typique d'Utrera se caractérise par l'emploi de matériaux humbles, mortier de maçonnerie, briques, tuiles arabes et chaux, et par l'uniformité des façades. La vieille ville d'Utrera a un style marqué par la simplicité de ces constructions. Elle conserve encore un groupe important de maisons du XVIIIe siècle, comme celles occupant le côté nord de la place de l'Altozano ; ainsi que quelques-unes datant des XVIe et XVIIe siècles. En dehors de ces vieilles maisons, on trouve plusieurs demeures d'une importance particulière en raison de leur valeur architecturale et historique, parmi lesquelles celle de Roman Melendez, dans la rue du même nom ; la maison Surga, dans la rue Marie Auxiliatrice ; la maison-palais des marquis de Tous, dans la rue Rodrigo Caro ; la maison-palais de los Cuadra, sur la place Enrique de la Cuadra ; la maison Riarola, dans la rue Notre-Dame de Consolation ; et le palais d'Esteban González-Camino, marquis de Casa Ulloa.
Fontaine aux huit becs
(37° 10′ 35,7″ N, 5° 46′ 52,9″ O)
Appelée en espagnol fuente de la Alamedilla ou fuente de los Ocho Caños, cette fontaine a été construite originellement au XIVe siècle ; elle était alors accompagnée d'un lavoir, mais elle a été remodelée plusieurs fois et le lavoir a maintenant disparu.
Son eau vient d'une source éloignée d'un peu plus de 1 km.
De nos jours elle se trouve au centre d'un rond-point sur la A-8030 (au sud de la ville) où convergent d'autres rues dont calle la Resolana, calle Cristo de los Afligidos (rue du Christ des Affligés) et d'autres rues ; 
elle est près de la porte médiévale de l'Arc de la Ville, en dehors de l'enceinte fortifiée. 

Elle est abritée par un kiosque octogonal dont le toit est orné de morceaux de carreaux de Séville[réf. nécessaire] et est soutenu par huit arcs en plein cintre. Sous chaque arc, deux becs (d'où 16 becs au total) déversaient l'eau du bassin central dans une rigole qui fait le tour de la structure.

### Autres sites touristiques

#### Salines de Valcargado
Ces salines sont situées sur le territoire de la commune, à côté du barrage de Torre del Aguila, à environ 60 mètres d'altitude. Ce sont des salines intérieures, exploitées de façon artisanale. Avec les salines de Coripe, ce sont les seules de ce type qui se trouvent dans la province de Séville. Le sol est formé de dépôts de marne, d'argile et de gypse. Sa capacité agricole est limitée par la salinité et un mauvais drainage. Les salines sont alimentées par le ruisseau de Salina, qui a un coefficient torrentiel modéré.

#### Complexe endoréique d'Utrera
Le complexe endoréique d'Utrera (es) est une réserve naturelle
située à environ 10 km au sud d'Utrera (sud de la province de Séville), dans la zone de contact entre les cordillères bétiques et la vallée du Guadalquivir – et, à une échelle plus locale, entre la zone rurale de la commune d'Utrera et les marais du Bas Guadalquivir.
Cette réserve se compose de trois étangs : Zarracatín, Arjona et Alcaparrosa,, toutes trois de caractère saisonnier. La réserve occupe une superficie de 1 066,35 ha.
Sur des terrains datant de l'ère quaternaire, poussent des tamaris, des joncs et des salicornes, qui servent de refuge aux canards colverts, fuligules milouins, bécasseaux, bécasseaux cocorlis, canards pilets et avocettes.
Morphologie des étangs
La morphologie des étangs est variable. Ceux d'Alcaparrosa et Arjona sont de forme ovale, très allongées dans le second cas, tandis que celui de Zarracatín a une forme très irrégulière, se rapprochant du disque. En ce qui concerne les caractéristiques morphométriques, l'étang de Zarracatín est, de loin, le plus grand et le moins profond ; les deux autres se ressemblent.[réf. nécessaire]
Géologie
Les matériaux triasiques, appartenant au Trias germano-andalou, affleurent largement dans cette zone entre les Cordillères bétiques et la dépression du Guadalquivir. Ils constituent la formation de base sur laquelle repose le reste des matériaux modernes appartenant au Crétacé, au Pliocène et au Quaternaire. Du point de vue lithologique, l'unité triasique, de nature marno-gypseuse, semble formée par des argiles tachetées et du gypse, avec d'abondants quartz bipyramidaux et des nodules de soufre. Les matériaux du Crétacé sont en contact mécanique avec ceux du Trias et occupent une petite surface qui affleure au sud de la Zone périphérique de protection. Du point de vue lithologique, cette unité est caractérisée par une alternance de marnes et de calcaires marneux rouges, entre lesquels s'intercalent des calcaires détritiques d'origine turbiditique.[réf. nécessaire]
Le Pliocène est représenté par des sables et des calcaires. Les sables, datant du Pliocène inférieur et moyen, sont de caractère argileux et ont une couleur jaunâtre caractéristique. Ils reposent également sur la surface des matériaux du Trias, aux limites est et ouest de la zone. Les calcaires, du Pliocène supérieur, affleurent dans la partie centrale du complexe et reposent soit au-dessus des matériaux du Trias, soit au-dessus de la formation crétacée.[réf. nécessaire]
Le reste des matériaux appartient au Quaternaire et est répartie en petites parcelles sur toute la surface de la zone, tapissant les formations antérieures. Ils sont principalement constitués de matériaux alluviaux et colluviaux, parmi lesquels des limons, des argiles grises et des marnes, provenant du remplissage d'anciens fonds endoréiques, ce qui indique la présence d'anciennes étangs dans la région.[réf. nécessaire]
Géomorphologie et topographie
La réserve naturelle d'Utrera est située dans une zone de basse altitude, avec des altitudes variant entre 20 et 54,9 mètres, au maximum, à La Alcaparrosa. Elle présente un relief de basses collines et de pentes douces, généralement infrérieures à 10 %, bien que certaines zones présentent des valeurs comprises entre 10 et 20 %, à la périphérie de l'étang de Zarracatín et sur la rive est de l'étang d'Arjona. Le caractère endoréique cette zone humide est déterminé par trois facteurs principaux : une morphologie plane, qui favorise l'interruption du drainage de l'eau, l'existence de couches de roches imperméables et un régime climatique localement ou régionalement semi-aride. La genèse des étangs se s'explique par le comportement des matériaux triasiques, dont la plasticité élevée favorise la formation de petits diapirs qui remontent à la surface, où ils sont karstifiés ou dissous en profondeur, donnant ainsi naissance à des dépressions topographiques où l'eau s'accumule.[réf. nécessaire]
Le réseau fluvial est mal structuré et mal hiérarchisé. Il est régularisé par les pentes, sur lesquelles prédominent les eaux de ruissellement diffus ou en manteau. Actuellement, le glissement, vers les dépressions, du matériau des pentes qui entourent les étangs, provoqué par le ruissellement de surface, est le processus géomorphologique le plus dynamique. Il est particulièrement intense sur le versant nord de l'étang de Zarracatín et sur le versant est de celui d'Arjona. Un indicateur évident de cette dynamique colluviale est l'existence du puits à proximité de l'étang d'Arjona, dans lequel on observe plusieurs anneaux, construits par étapes, qui ne sont pas masqués par l'élévation graduelle du niveau topographique.[réf. nécessaire]
Pédologie
Selon la classification de la Taxonomie des sols de l'USDA, les sols présents dans le complexe endoréique correspondent à l'ordre des vertisols, l'association la plus fréquente étant formé par les types Typic Chromoxererts et Vertisol Xererts. Ces sols se sont développés à partir du substrat géologique constitué de marnes triasiques et de couches tertiaires transformées en marnes. Les sols résultants sont riches en argile et, par conséquent, très imperméables et mal drainés en profondeur. Ils sont souvent connus sous le nom de « granulés », à cause de la présence fréquente d'éléments granuleux. Le profil est caractéristique du type Ap C.[réf. nécessaire]
Du point de vue agronomique, ces sols sont considérés comme de qualité moyenne (classe agronomique IV), propices à la culture des céréales d'été et de l'olivier, dans certaines limites, cependant, car ce sont des sols difficiles à travailler, passant immédiatement de l'état humide à l'état sec. Leur extrême imperméabilité présente de grands inconvénients pour la transformation en terres irriguées. Leur sensibilité à l'érosion est, en général, moyenne, en raison de l'absence de pentes raides, mais peut être problématique dans les zones localement pentues, à cause des travaux continus qu'ils nécessitent. Dans la Zone périphérique de protection, les endroits les plus problématiques, c'est-à-dire ceux dont de la pente prend des valeurs supérieures à 20 %, sont situés aux abords immédiats de deux des trois étangs du complexe : sur les rives ouest et est de l'étang d'Arjona, où on rencontre des pentes de plus de 30 %, et certaines sections en bordure des rives nord et est de l'étang de Zarracatín.[réf. nécessaire]
L'instabilité de ces pentes et la faible cohérence des sols aggrave encore le problème du travail du sol au bord immédiat de ces étangs. Là se déclenche un mécanisme de colluvions sur les rives de ces étangs qui en accélère le colmatage.[réf. nécessaire]
Hydrogéologie
Les différents matériaux qui composent le Complexe endoréique ont un comportement hydrogéologique différent. Les matériaux triasiques de base ont un comportement général très imperméable, fournissant un substrat où l'eau de surface s'accumule. Les formations supérieures de sable et de calcaire du Pliocène, ainsi que les matériaux quaternaires, sont perméables, mais leur superficie réduite ne conduit pas à un renforcement de l'aquifère. Ils peuvent former de petites poches d'eau.[réf. nécessaire]
Ainsi, les bassins des étangs sont composés de matériaux marneux, de comportement aquitardif, et de matériaux de comportement aquifère. Les caractéristiques hydrogéologiques de ces matériaux peuvent favoriser le développement d'un écoulement des eaux souterraines dans les étangs, représentant ainsi des contributions supplémentaires qui contrebalancent partiellement les effets de l'évaporation.[réf. nécessaire]
Climatologie
Pour caractériser le climat de la région, les données de la station météorologique complète la plus proche, celle du barrage de Torre del Águila ou du Salado, ont été analysées. La zone où est situé le complexe endoréique subit un climat méditerranéen sub-humide, avec un hiver doux et pluvieux, suivi par une période estivale prolongée.[réf. nécessaire]
Régime thermique
La température moyenne annuelle est de 15,6 °C, avec une oscillation thermique moyenne de 16,4 °C. Les températures minimales se situent entre décembre et janvier, mais, comme la zone est définie, du point de vue thermique, comme ayant des hivers doux, cela réduit considérablement le risque de gel. Les étés, cependant, sont longs (de juin à septembre) et chauds. Les températures maximales sont atteintes en juillet, avec des valeurs absolues dépassent souvent 40 °C.[réf. nécessaire]
Pluviométrie
Les précipitations moyennes annuelles sont d'environ 687 mm. Mais, au fil de l'année, cette pluviométrie est inégalement répartie, avec deux périodes durant lesquelles des valeurs supérieures à 100 mm sont enregistrées, une en hiver, centrée sur le mois de décembre, et une au printemps, en mars. La période de sécheresse coïncide avec les mois d'été, de juin à août, avec les pluies à peu près inexistantes durant le mois de juillet.[réf. nécessaire]
Bilan hydrique
À partir du mois de mai, l'équilibre entre les précipitations et les pertes par évapotranspiration commence à être déficitaire, nécessitant l'emploi de la réserve en eau du sol. Mais, au mois de juin, l'évapotranspiration est beaucoup plus élevée que les faibles précipitations, ce qui épuise les dernières réserves du sol. Commence alors la saison sèche, ou période de déficit hydrique. Même les précipitations qui tombent en septembre et octobre ne suffisent pas à compenser l'évapotranspiration. À partir de novembre, la période de recharge des réserves d'eau souterraine débute. Cette évolution du bilan hydrique explique le comportement saisonnier des étangs, qui, en l'absence de contributions significatives du sol, ont tendance à s'assécher au début de l'été.[réf. nécessaire]
Végétation et flore
Le complexe endoréique d'Utrera fait partie de la province bétique, secteur sévillan, sous-secteur sévillan. Dans ce contexte, la végétation potentielle se développe, à cause des conditions météorologiques, dans le groupe thermo-méditerranéen, la seule série présente étant la série thermoméditerranéen bético-algarvienne et tingitane xero-subhumide basophiles de la Carrasca (Smalici mauritanicae-Querceto rotundifoliae s.). En outre, on rencontre la végétation potentielle non climatophile qui se développe dans le domaine périlagunaire.[réf. nécessaire]
Les forêts qui représentent la tête de série ou le climax de la végétation ont comme espèces dominantes le chêne vert (Quercus rotundifolia), à côté des oliviers (Olea europaea var. silvestris) et des caroubiers (Ceratonia siliqua), dans les biotopes rupestres, et des chênes (Quercus x marianica), dans les dépressions et les zones froides. Il convient de mentionner également l'existence possible, en raison de la présence de vertisols, de nombre de buissons, car le flux et le mouvement des argiles à la base des sols et l'hydromorphie temporelle dans certaines zones empêchent le développement des chênes.[réf. nécessaire]

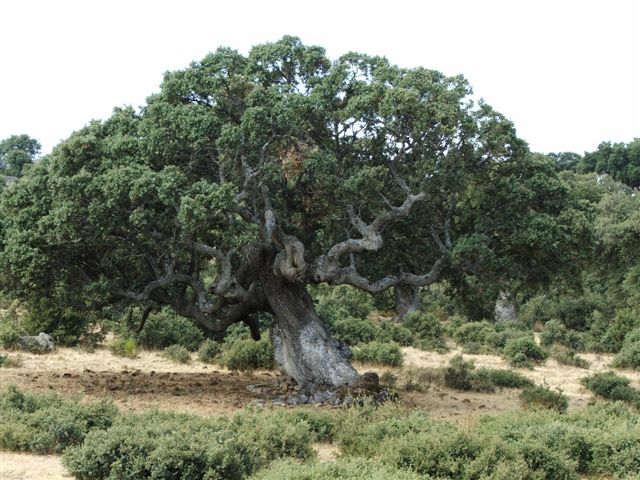
Chêne vert (Quercus rotundifolia).

- une végétation aquatique submergée (Potamogeton sp.) ;
- des hélophytes, végétaux enracinés dans des sols peu profonds, avec des tiges et des feuilles dans l'air, baignés par de l'eau douce peu profonde (Glycerio declinatae - Eleocharidetum palustris) ;
- des communautés d'hélophytes vivantes et flottantes (Scirpo fluitantis - Juncetum heterophyllae) ;
- après ces communautés hélophytiques, sont installées des roseaux hygrophiles, plantes qui vivent en milieu humide (Junco eleocharidetum palustris, Juncetum rugoso effusi) et des roseaux moins hygrophiles (Galio juncetum maritimi), qui entrent en contact avec les prairies situées sur des sols compactés ;
- dans les biotopes secs avec inondations temporaires, apparaissent les communautés thérophytes éphémères (Loto subbiflori-Chaetopogonetum fasciculatae), alternant avec des formations vivaces d’Armeria gaditana, de Centaurea exarata et de Gaudinia fragilis (Centaureo exaratae - Armerietum gaditanae) et les collectivités de (Suaedo-Salicornietum ramosissimae, Scirpetum maritimi, Polygono-Tamaricetum africanae), qui présentent un caractère subhalophyte.

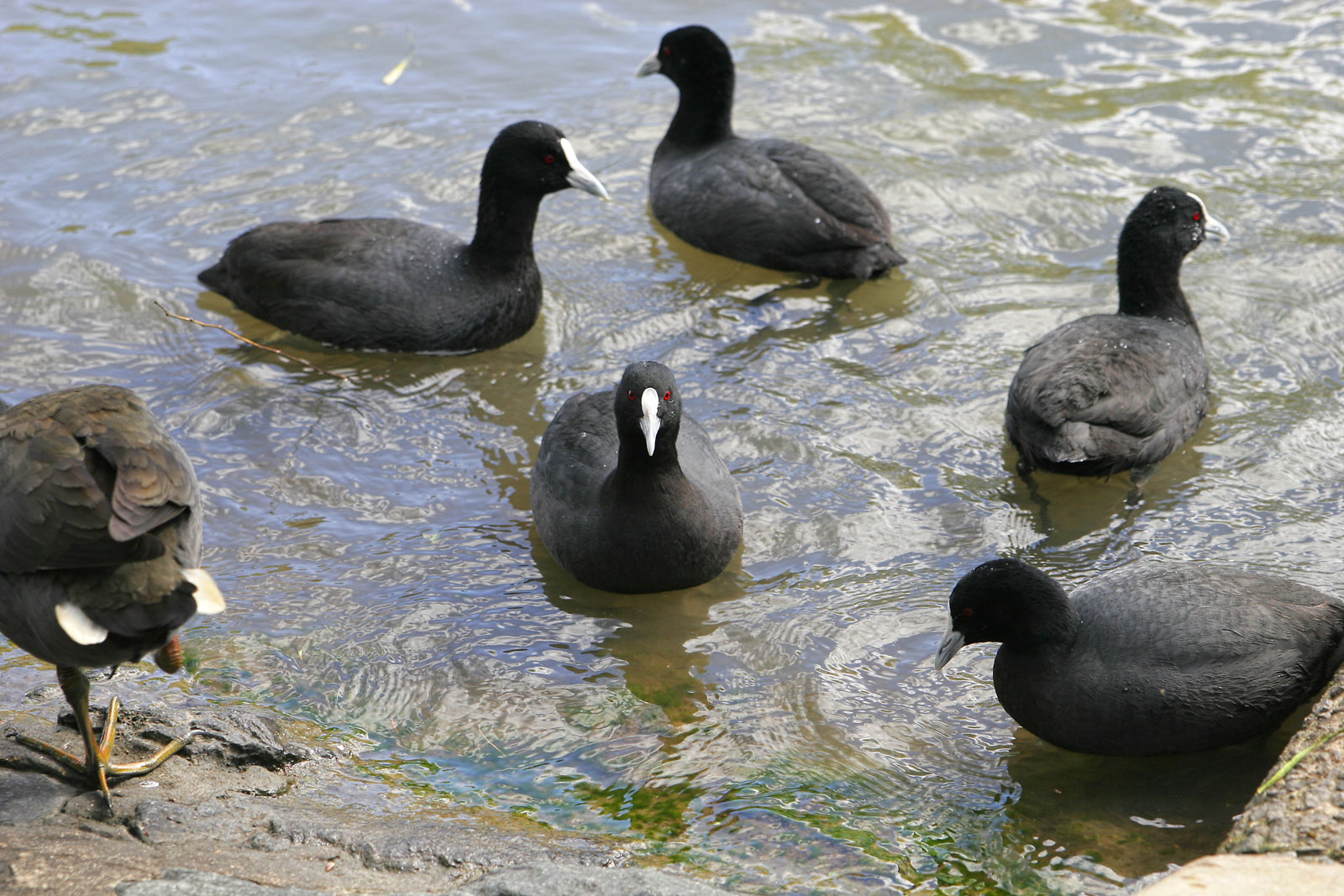
Groupe de foulques.

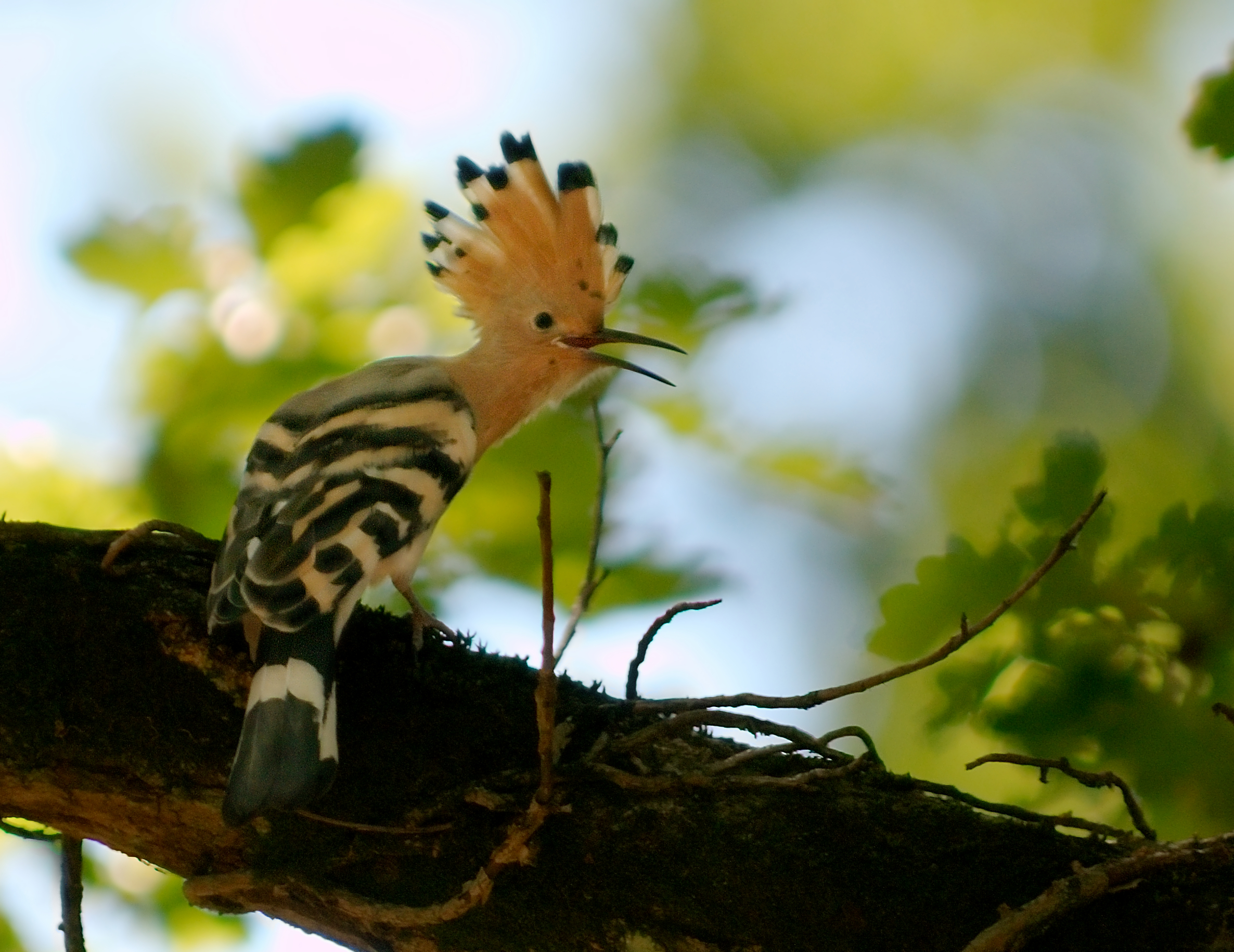
Huppe (Upupa epops).

Faune
Le complexe endoréique d'Utrera a une valeur écologique élevée pour l'avifaune : c'est un point clé pour la reproduction et le repos, pendant les migrations, pour de nombreuses espèces d'oiseaux aquatiques. En outre, sa position géographique à proximité des marais du Guadalquivir en fait un habitat de rechange, avec la proximité du barrage de Torre del Águila qui est un autre site d'intérêt faunistique important.[réf. nécessaire]
La nature saisonnière et les variations intra- et inter-annuelles du régime d'inondation des étangs, fait que la présence de l'avifaune n'est pas constante. Elle est conditionnée par le niveau d'inondation, ainsi que par la disponibilité des macrophytes submergés, base de l'alimentation pour la plupart des oiseaux aquatiques.[réf. nécessaire]
Les espèces les plus abondantes, dans les étangs, sont les anatidés et les rallidés, en particulier la foulque macroule (Fulica atra). D'autres espèces animales visitent occasionnellement les étangs, comme c'est le cas des érismatures à tête blanche (Oxyura leucocephala), dans l'étang d'Arjona, où ils nidifient certaines années, selon la disponibilité de l'eau, les flamands (Phoenicopterus ruber), qui vont habituellement à l'étang de Zarracatín, et la talève sultane (Porphyrio porphyrio), dans l'étang d'Alcaparrosa. Parmi les canards, le canard colvert (Anas platyrhynchos), le canard siffleur (Anas penelope), le canard souchet (Anas clypeata), la sarcelle commune (Anas crecca) et le fuligule milouin (Aythya ferina) sont les plus assidus. D'autres oiseaux aquatiques sont moins nombreux, comme le grèbe castagneux (Tachybaptus ruficollis) et le canard chipeau (Anas strepera). Parmi les ardéidés, les plus abondants sont l'aigrette du bétail (Bubulcus ibis), l'aigrette garzette (Egretta garzetta) et le héron (Ardea cinerea).[réf. nécessaire]
Parmi les autres espèces aquatiques communes dans le complexe, on peut citer le guêpier (Merops apiaster), la huppe fasciée (Upupa epops), la bécassine des marais (Gallinago gallinago) et le busard des roseaux (Circus aeruginosus). Les mouettes fréquentent aussi la zone, quoique de manière irrégulière. La mouette noire (Larus fuscus), la mouette à tête noire (Larus ridibundus), la guifette moustac (Chlidonias hybrida) et la sterne hansel (Gelochelidon nilotica) sont abondantes. Sur leur parcours migratoire, certains échassiers font une halte dans le complexe, en particulier dans les étangs de Zarracatín et Arjona, notamment l'avocette (Recurvirostra avosetta), l'échasse blanche (Himantopus himantopus), le chevalier gambette (Tringa totanus) et plusieurs espèces de pluviers.[réf. nécessaire]
Les autres groupes taxonomiques sont moins représentées et moins connus. Dans l'herpétofaune, il faut mentionner la grenouille rousse (Rana perezi), le crapaud commun (Bufo bufo), le discoglosse peint (Discoglossus pictus), etc. Parmi les mammifères, les plus communs sont les rongeurs, les lapins et les lièvres, et, parmi les mammifères carnivores, la belette (Mustela nivalis), et, en plus petit nombre, le renard (Vulpes vulpes), la genette (Genetta genetta) et le blaireau (Meles meles).[réf. nécessaire]

#### Barrage de Torre del Águila
Ce barrage est une zone humide d'importance écologique vitale, tant à cause de sa proximité avec le parc national de Doñana que parce qu'il constitue une halte sur la route des migrations de nombreuses espèces d'oiseaux. Il est situé dans un environnement de collines aux pentes douces. Les eaux saumâtres sont riches en matière organique et peu transparentes. La faune qui habite ces zones humides est remarquable. On peut rencontrer des érismatures rousses, une espèce en voie d'extinction, des colverts, des foulques et des fuligules milouins. D'autres espèces présentes comprennent le souchet, des reptiles comme les couleuvres vipérine et de Montpellier, ou les typhlops, et des poissons comme le poisson-chat, le boga et la carpe.

### Festivités
Il y a de nombreuses festivités, parmi lesquelles la foire, célébrée autour de la fête de la patronne de la ville, la Vierge de la Consolation. Cette fiesta attire des visiteurs d'Andalousie et de toute l'Espagne.
Le 5 janvier a lieu la Procession des Rois mages. Des chars présentent les Trois Rois et d'autres célébrités de contes de fées et de films, qui jettent des bonbons et des cadeaux aux enfants. Ce jour-là, on mange un gâteau typique appelé « roscon de Reyes », qui comporte un petit cadeau à l'intérieur.
Le Carnaval se déroule à la fin de février. Il est très célèbre dans la région. Il y a un concours de déguisements organisé par la mairie, avec remise de prix.
Le jour de l'Andalousie et la journée du vélo se situent le 28 février. Il y a des cérémonies officielles organisées pour commémorer le jour où le statut d'autonomie de l'Andalousie a été approuvé. On célèbre également la journée du vélo, durant laquelle beaucoup de gens font un parcours à bicyclette autour de la ville. Il y a des tombolas et des spectacles après la course.
La Foire aux tapas, en mars, a commencé à être célébrée aux alentours de 2000 et est devenue très populaire depuis. Un grand nombre de tapas différents de toute l'Espagne sont présentés, et les gens peuvent les goûter, accompagnés de bière, pour un prix modique. En février est organisée la Foire aux pâtisseries.
Le 1er mai, on célèbre l'anniversaire du couronnement de la Vierge de la Consolation, qui est la patronne d'Utrera. Beaucoup de gens de différentes régions d'Andalousie viennent en pèlerinage au sanctuaire, pour demander de l'aide ou rendre grâce. Ce pèlerinage est très populaire.
Le Pèlerinage de la Vierge de Fátima a lieu autour du 13 mai et la fête du Corpus Christi en mai ou juin. Autour du 24 mai, la Verbena de María Auxiliadora culmine avec la procession de la statue de la Vierge sculptée par Francisco Buiza en 1967, copie de celle que saint Jean Bosco a apporté à la ville. Cette statue se trouve sur l'autel de la chapelle de Notre-Dame del Carmen. Lors des célébrations de la Saint Jean (populairement appelée Los Juanes), la nuit du 23 au 24 juin, on brûle des représentations et des caricatures des célébrités de l'année. C'est une tradition importée d'autres régions de l'Espagne, qui célèbre l'arrivée du solstice d'été.

#### Foire de la Consolation
La foire de la Consolation commence le 8 septembre et dure quatre jours. Elle est célébrée à l'occasion des festivités en l'honneur de Notre-Dame de la Consolation. Elle est très célèbre dans la province de Séville et dans toute l'Andalousie et a été déclarée d'intérêt touristique. Elle ressemble à la célèbre foire d'avril de Séville, mais est moins surpeuplée. C'est le plus grand événement avec la Semaine sainte. Beaucoup de gens s'y rendent habillés à la sevillana ou avec des costumes flamencos. Durant l'après-midi, les visiteurs déjeunent habituellement de plats typiques espagnols ou andalous. Ensuite, beaucoup de gens montent des chevaux et des concours de sevillanas sont organisés. La nuit, vient le temps de la danse, sur tous types de musique, et la fête, très arrosée, se poursuit jusqu'à l'aube.
Le 8 septembre, le sanctuaire de Notre-Dame de la Consolation est ouvert au public toute la journée et toute la nuit. Des pèlerinages venus des villages voisins s'y rendent fréquemment. La foire proprement dite se déroule sur un grand champ de foire, voisin du Parc de la Consolation. On y trouve des stands organisés par des familles, des groupes d'amis ou des associations. Utrera est surtout célèbre pour être le berceau d'artistes importants du flamenco et des événements musicaux de ce genre sont fréquents durant la foire.

#### Semaine sainte à Utrera

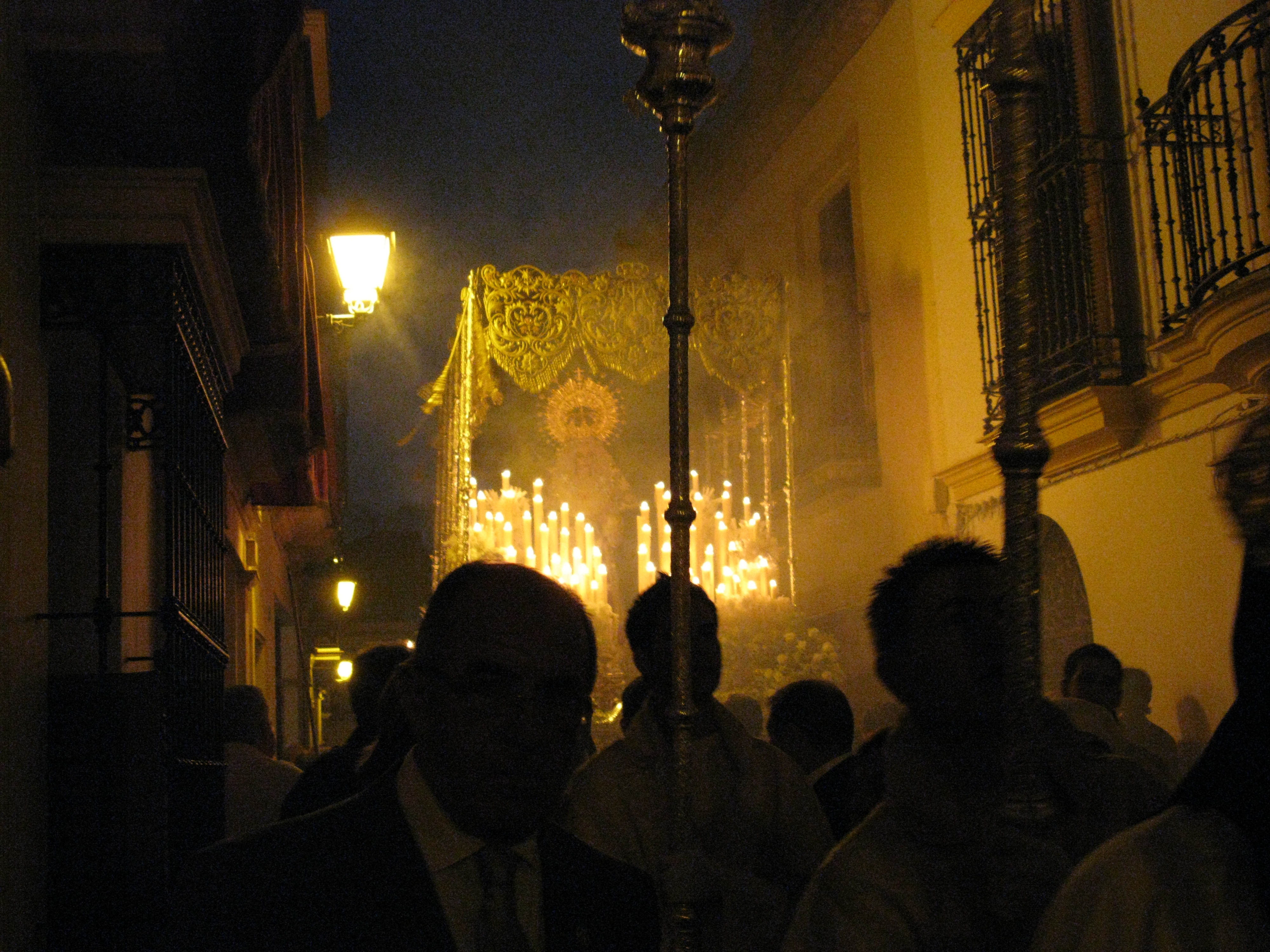
Procession de la Semaine sainte, la nuit du dimanche des Rameaux, à Utrera.

La Semaine sainte d'Utrera est l'une des plus importantes fêtes religieuses de cette ville, avec la Foire de la Consolation. Elle se tient dans la semaine de la pleine lune de printemps. Lors de la Semaine sainte (Semana Santa), des processions défilent sur la Place de la constitution. Les différentes confréries d'Utrera promènent à travers la ville des images de Jésus-Christ et de la Vierge et des scènes de la Passion du Christ, conservées dans les églises. Elles sont suivies par des fanfares et des groupes de « nazaréens », qui sont les gens qui font pénitence ou rendent grâce pour des événements spéciaux survenus dans leur vie. La nuit, c'est la fête des Gitans. Comme à Séville, la Semaine sainte d'Utrera est déclarée d'Intérêt touristique national. En 2007, le pape Benoît XVI déclare l’Année jubilaire, à l'occasion du cinquième centenaire de la consécration de la ville à sa sainte patronne.
Dimanche des Rameaux
Le dimanche des Rameaux, à Utrera, commence dans le quartier de la Fontaine, lorsque la Confrérie de la Trinité sort avec la Borriquita et Notre-Dame des Désemparés. L'autel du Christ (misterio) comporte les statues de 1996 du sculpteur Salvador Madroñal, avec les images de saint Jacques, saint Pierre, saint Jean, deux Juifs et Notre-Dame des Désemparés, qui est une Mater dolorosa de Sébastien Rojas Santos de 1959. Il est de style néobaroque, réalisé par Antonio Lobato avec des pièces provenant de différents autels, décoré de figures d'anges et éclairé par quatre chandeliers vitrés surmontés par des lanternes. L'autel de la Vierge (palio), dû à Luis Jiménez (1973), porte la mater dolorosa et est décoré d'amphores. À l'avant, il comporte une sculpture de Marie auxiliatrice d'Enrique Lobo (1990).
Plus tard, arrive l'autel de l'Agonie dans le Jardin, de la Confrérie de Jésus de Nazareth. C'est un autel processionnel de style néo-baroque, doré, avec les cartouches et blasons de la Confrérie de la Sainte Croix de Jérusalem et d'autres à caractère épiscopal, correspondant au Cardinal Almaraz. Cet autel, de 1917, est attribué au sévillan José Gil. L'autel complet de Notre Seigneur Jésus-Christ en prière dans le Jardin des oliviers est également de cette année-là, et attribué au valencien Pío Mollar Franch, à l'exception de l'Ange Consolateur, qui est une sculpture revêtue de cèdre du sculpteur d'Utrera Don Luciano Galán García, qui a remplacé, en 2011, la précédente, en pâte de bois, de l'École d'Olot, qui a subi un accident à Pâques 2010.
Et le soir, c'est le tour de la Confrérie de la Cinquième Angoisse. L'autel porte le Très-Saint Christ dans sa Sainte Descente de la Croix, Notre-Dame des Anges et Sainte Angèle de la Croix. Le Saint autel de la Piété est une œuvre d'origine jésuite, attribuée à Diego Roldan Serrallonga, un membre de la vaste école sévillane de Pedro Roldán (XVIIIe siècle), et est accompagné d'une statue de saint Jean et d'une autre de sainte Marie-Madeleine, exécutées par Juan Ventura. Le palio de Notre Dame des Anges est l'œuvre du même auteur sévillan et sculpté en 1996.
Lundi saint
L'après-midi du lundi saint, c'est la procession de la Confrérie des garçons de la Consolation. Le Crucifix du Christ du Pardon est une sculpture sévillane anonyme, du XVIe siècle. La Vierge de l'Amertume est de l'école d'Astorga, du XIXe siècle et d'auteur inconnu.
Mardi saint
Lorsqu'arrive le mardi de Pâques, le collège salésien le plus ancien d'Espagne reçoit la Confrérie des étudiants. L'idée de fonder une Confrérie au sein de la famille salésienne naît lors de la fête de l'union en 1963, et, en seulement trois mois, ses règles sont approuvées et le palais archiépiscopal donne l'autorisation de faire la sortie pénitentielle. La statue du Christ est réalisée, comme projet de fin d'étude, en 1961, par José Pérez Conde, âgé de 17 ans. Les statues de Longinus et Marie de Magdala l'accompagnent. Toutes deux, dues à Sebastián Martínez Zayas, d'Utrera, sont portées sur un autel en bois de cèdre doré, œuvre de Manuel Narud. La Vierge des Chemins est du même auteur et date de 1969. Le palio est récent. Auparavant, la Confrérie transportait un seul autel de style cubiste, organismique et rationaliste, œuvre des ateliers de Villareal, et dont le dessin et la conception étaient dus à l'auteur des statues. Actuellement, cet autel est la propriété de la Confrérie et est exposé dans ses réserves. En 2009, un Conseil municipal spécial a lieu, après qu'une inondation a emporté la plupart des tuniques conservées au secrétariat de la Confrérie, et décide de changer celles-ci, qui deviennent blanches, avec des masques de même couleur et un cordon rouge cardinalice.
Mercredi saint
Le mercredi saint, la Confrérie des pêcheurs, fondée en 1960, défile dans le Barrio de Santa Maria. Le Saint-Christ à la Colonne est attribué à Francisco Ruiz Gijón, bien que, récemment, des recherches l'apparentent à la production de Benito de Hita y Castillo (1760). La statue de la Vierge de la Paix est une œuvre du sévillan Manuel Ramos Corona (1987).
Jeudi saint

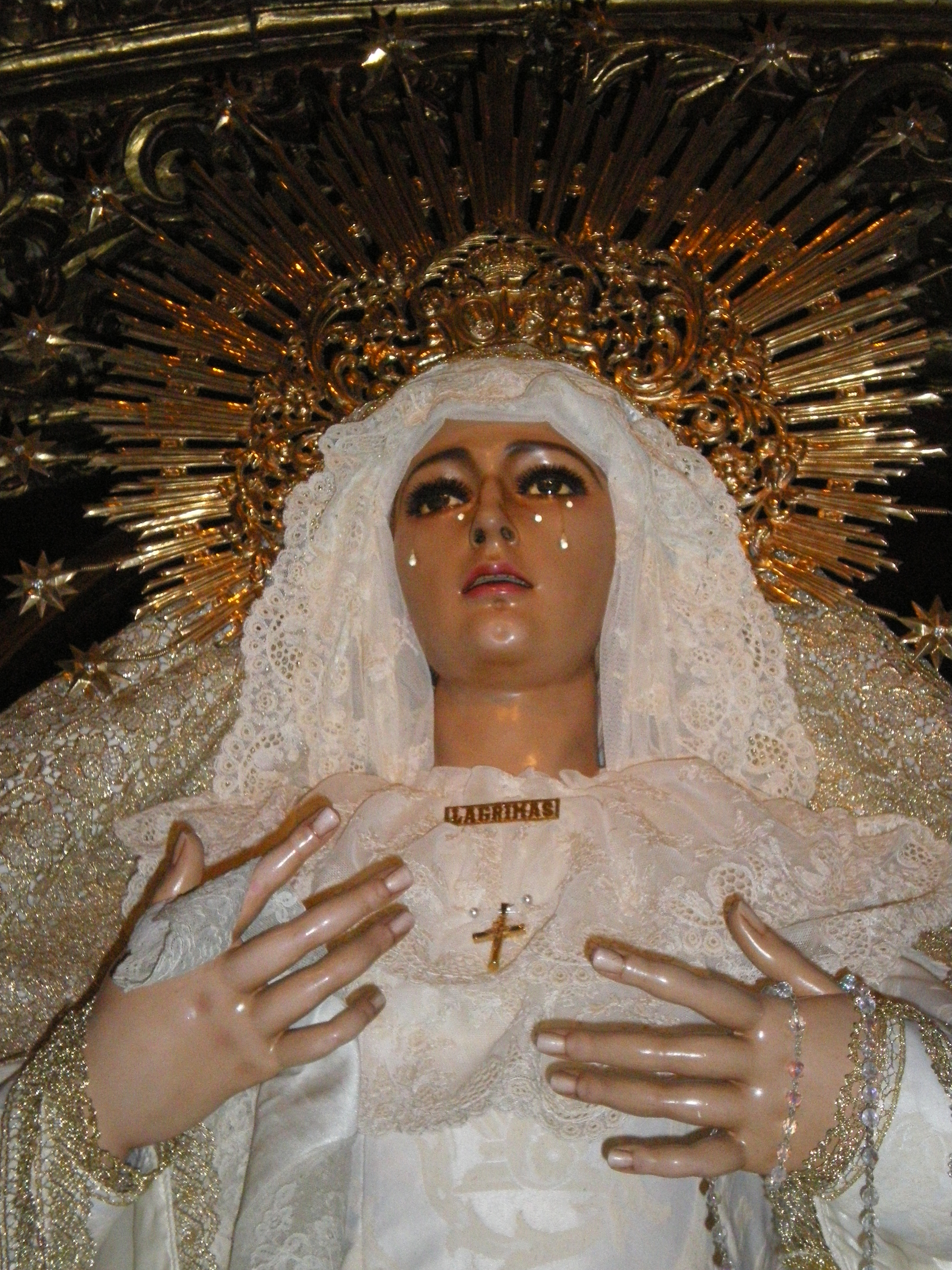
Notre Dame des Larmes, de la Confrérie du Rédempteur en Captivité.

Le jeudi saint s'ouvre avec une nouvelle procession de la Confrérie de la Très sainte Trinité, du quartier de la Fontaine, qui avait commencé le dimanche des Rameaux. Cette confrérie est fondée comme confrérie de gloire, en 1714, par le moine capucin Feliciano de Sevilla. Elle fait procession avec un crucifix de la chapelle de la Très sainte Trinité. La statue du Christ des Affligés est une sculpture anonyme, attribuée au sévillan José Montes de Oca (premier tiers du XVIIIe siècle). Derrière celle-ci, l'effigie de Notre-Dame des Désemparés, sur le palio, est l'œuvre de Sebastian Santos (1950). L"autel n'est pas recouvert d'un linceul.
Au crépuscule, le Silence commence avec la Confrérie du Rédempteur Captif, de la paroisse de Saint-Jacques-le-Majeur. L'effigie de Notre Seigneur Jésus en Captivité est l'œuvre de José Paz Velez (1957) et est consacrée le 5 janvier 1958. Le pèlerinage pénitentiel est accompli avec elle, pour la première fois, à Pâques de la même année. Notre-Dame-des-Larmes, sous un dais, est l'œuvre de Luis Alvarez Duarte (1973). Elle a été restaurée à deux reprises, en 1980 et 1992. À l'aube des jeudi et vendredi saints, la Confrérie des Gitans part de la paroisse de Saint-Jacques avec le Saint-Christ de la Bonne Mort, un crucifix de l'école de Séville du début du XVIIe siècle, de l'atelier de Francisco de Ocampo. Notre-Dame-de-l'Espérance est une statue du maître de Jerez José Moreno Alonso (1952), modifiée plus tard par Luis Alvarez Duarte (1971).
Vendredi saint
Le vendredi saint commence tôt le matin avec les Confréries de Jésus-de-Nazareth, de la Sainte-Croix de Jérusalem et de Notre-Dame des Douleurs. La règle de la Confrérie de Jésus-de-Nazareth remonte à 1586, ce qui en fait une des plus anciennes, bien que l'on possède des données sur la Confrérie de l'hôpital de saint Barthélemy depuis 1538. L'effigie du Nazaréen est l'œuvre de Marcos Cabrera (1597) et est accompagnée par le Simon de Cyrène de Francisco Escamilla Rodríguez, de 1881. Notre-Dame des Douleurs est une œuvre attribuée à Pedro Duque Cornejo (XVIIIe siècle). Ensuite vient la Confrérie de la Vraie-Croix, dont les premières règles enregistrées sont de 1546. La statue de Notre-Seigneur-Jésus attaché à la Colonne est de l'école de Pedro Roldán, du XVIIe siècle, avec des statues de Castillo Lastrucci du XXe siècle qui accompagnent le misterio. Notre-Dame des Douleurs, sous un dais, est une ancienne effigie de Mater dolorosa, remodelée par Castillo Lastrucci durant le premier tiers du XXe siècle, et, plus tard, par Sebastián Santos Roja au milieu de ce même siècle. Durant la nuit, vient de sainte Marie le Saint Crucifix des Miracles, œuvre anonyme du XVIIe siècle, transporté sur un autel processionnel de l'atelier sévillan de Guzmán Fernández (2010).
Samedi saint
Le samedi saint, vient la dernière confrérie de la Semaine sainte d'Utrera. La Confrérie de la Vraie Croix et saint Entierro promène la statue du Christ Gisant, qui est une sculpture de Manuel Martín Nieto, de 2002, dans une urne en écaille (XVIIIe siècle), avec des effigies d'argent de Villarreal (XXe siècle), portée sur une litière en acajou, conçue et réalisée dans l'atelier de Castillo Lastrucci (XXe siècle). Derrière, la procession porte Notre-Dame des Douleurs dans la Solitude, portant une jupe et un manteau noir, sur un dais en métal argenté de Villarreal.

#### Ragoût gitan
Le Ragoût gitan d'Utrera, organisé le dernier samedi de juin, est un festival de flamenco célèbre dans toute l'Espagne. C'est le plus ancien du pays. Il est créé le 15 mai 1957 lors de la célébration d'un repas de la Confrérie des Gitans d'Utrera, organisée à la suite d'une proposition de son majordome Andrés Jiménez Ramírez. À l'occasion, le propriétaire du bar Onuba prépare un ragoût de haricots blancs avec beaucoup d'ail. Il est servi accompagné de vin rouge. L'événement est célébré dans la Halle de tir au pigeon d'argile, au début du Paseo de la Consolation. Il est suivi par environ soixante personnes, parmi lesquels Diego el del Gastor, El Perrate, El Cuchara, Gaspar de Utrera, Manuel de Angustias et José el de la Aurora, père de Fernanda et Bernarda. Après le repas, une grande fête flamenca a lieu, marquant le début d'une longue tradition. À côté de l'aspect artistique, le festival est consacré à des personnages importants du flamenco et de la culture en général. Parmi ceux-ci figurent des artistes tels que Pastora Imperio (1967), Lola Flores (1972), Gracia Montes (1976), Rocío Jurado (1979), Cristina Hoyos (2000), Alejandro Sanz (2004), Raphael (2006) ou Joaquín Cortés (2007).

### Hébergements
En 2025 Utrera compte huit hôtels, de zéro à quatre étoiles, et 29 restaurants.[réf. nécessaire]

## Personnalités liées à la ville
Littérature

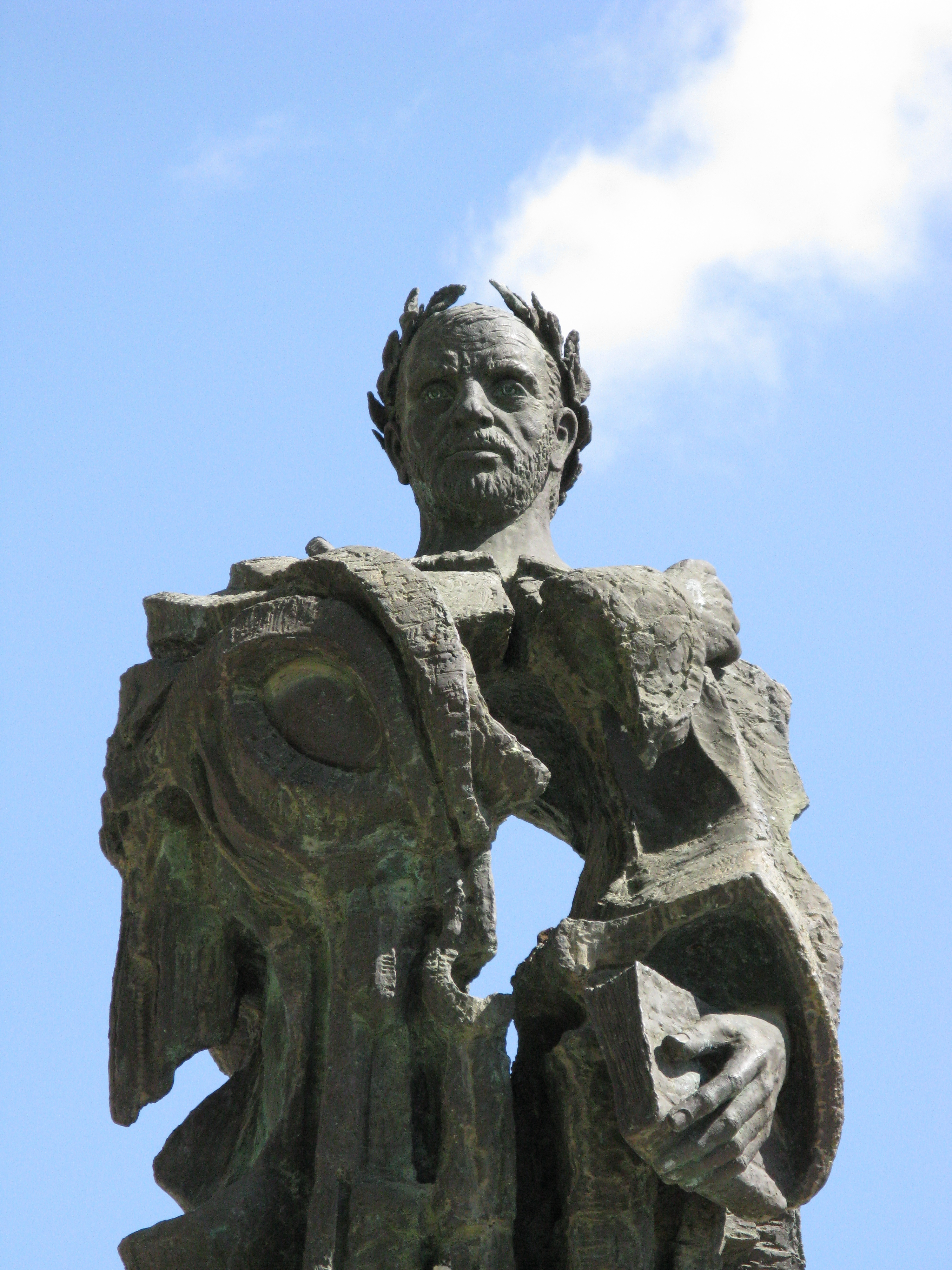
Statue de Rodrigo Caro (1573 -1647), sur la place du Porche de sainte Marie, à Utrera.

- Rodrigo Caro (1573-1647), né à Utrera, poète, historien, archéologue, écrivain et avocat du Siècle d'or.
- Les frères Álvarez Quintero, dramaturges.

Politique
- L'abbé José Marchena Ruiz de Cueto, écrivain et illustrateur afrancesado. Il s'exile en France pour échapper à l'Inquisition et y passe la plus grande partie de sa vie. Il prend une part active à la Révolution.
- Clemente de la Cuadra y Gibaxa, maire d'Utrera durant la Décennie modérée, qui entreprend d'importantes réformes dans la ville.
- Enrique de la Cuadra y Gibaxa, premier marquis de San Marcial.
- Manuel Delgado Zuleta, député, sénateur et capitaine général d'Andalousie et de Catalogne.
- Antonio López Sánchez-Prado, médecin et politicien, maire de Ceuta, fusillé durant la Guerre civile.

Beaux-arts
- Francisco Antonio Ruiz Gijón, sculpteur, auteur d'El Cachorro[97].

Musique
- Fernanda de Utrera (morte le 24 août 2006[98]), chanteuse flamenca.
- Bernarda de Utrera, chanteuse, sœur de la précédente[99].
- José Fernández El Perrate, chanteur.
- Pepa de Utrera, chanteuse[100].
- Curro de Utrera, chanteur.
- Gaspar de Utrera, chanteur.
- El Turronero, chanteur, a toujours vécu à Utrera.
- Enrique Montoya, chanteur.
- Bambino, chanteur[99].
- Tate Montoya, chanteur.
- David Gutiérrez, chanteur[101].
- Los Centellas, groupe.
- Los Muertos de Cristo, groupe de punk-rock.
- La Perrata, née en 1922, chanteuse de Flamenco.

Sport
- José López Reina, athlète[102].
- José Antonio Reyes, footballeur international.
- Joaquín Caparrós, entraîneur de football.
- Dani Ceballos, footballeur international.

Tauromachie
- Curro Durán, torero[103].
- Joaquín Díaz « Cuqui de Utrera », torero[104].